# Рубенс, Питер Пауль
Пи́тер Па́уль Ру́бенс (нидерл. Pieter Paul Rubens, МФА: [ˈpitər 'pʌul 'rybə(n)s]; 28 июня 1577, Зиген — 30 мая 1640, Антверпен) — нидерландский (фламандский) живописец и рисовальщик, один из основоположников и главных представителей искусства барокко, дипломат, коллекционер. Творческое наследие Рубенса насчитывает около трёх тысяч картин, значительная часть которых выполнена в сотрудничестве с учениками и коллегами, крупнейшим из которых был Антонис ван Дейк (1599—1641). По каталогу М. Джаффе насчитывается 1403 аутентичных полотна. Сохранилась обширная переписка Рубенса, преимущественно дипломатическая. Был возведён в дворянское достоинство испанским королём Филиппом IV (1624) и пожалован рыцарством английским королём Карлом I (1630) со включением геральдического льва в личный герб. С приобретением в 1635 году замка в Элевейте Рубенс получил титул сеньора.
Творчество Рубенса — органичный сплав традиций брейгелевского реализма с достижениями венецианской школы. Рубенс специализировался на религиозной живописи (в том числе алтарных образах), писал картины на мифологические и аллегорические сюжеты, портреты (от этого жанра он отказался в последние годы жизни), пейзажи и исторические полотна, делал также эскизы для шпалер и книжных иллюстраций. В технике масляной живописи Рубенс был одним из последних художников, использовавших деревянные панели для станковых работ, даже очень больших по размеру.

## Происхождение. Ранняя биография (1577—1590)
Питер Пауль Рубенс (на местном диалекте «Петер Паувел Рюббенс») происходил из почтенного антверпенского семейства ремесленников и предпринимателей, упоминавшегося в документах с 1396 года. Представители семейства его отца — Яна Рубенса — были кожевниками, москательщиками и аптекарями, предки матери — урождённой Пейпелинкс — занимались ковроткачеством и торговлей. Оба семейства были зажиточными, владели недвижимостью, но, судя по всему, совершенно не интересовались культурой и искусством. Отчим Яна Рубенса — Ян Лантметер — держал бакалейную торговлю и определил пасынка на юридический факультет Лувенского университета. В 1550 году Ян Рубенс перешёл в Падуанский университет, а в 1554 году — в Римский на отделение гражданского и канонического права. В 1559 году он вернулся на родину и почти сразу же женился на Марии Пейпелинкс, а в 1562 году поднялся из бюргерского сословия, будучи избран эшевеном. Должность предполагала контроль над исполнением испанского законодательства. К 1568 году эшевен Рубенс не скрывал симпатий к кальвинизму и принял участие в подготовке оранжистского восстания. Семья к тому времени была уже большой: в 1562 году родился сын Ян Баптист, в 1564—1565 годах дочери Бландина и Клара, а в 1567 году — сын Хендрик. Из-за террора герцога Альбы Рубенсы переехали к родственникам Марии в Лимбург, а в 1569 году обосновались в Кёльне.
Ян Рубенс продолжал исполнять обязанности юриста, не оставлял он и симпатий к кальвинизму, что выражалось, в частности, в том, что он не ходил к мессе. Семейство жило поблизости от резиденции Вильгельма Оранского, с женой которого — Анной Саксонской — Рубенс-старший вёл деловые отношения, являясь её юридическим и финансовым советником, представляя её интересы в попытках вернуть присвоенное её мужем приданое. Вильгельм Оранский, намереваясь добиться развода с Анной Саксонской, решил обвинить её в супружеской измене, и на роль обвиняемого любовника избрал юриста своей жены. В марте 1571 года Ян Рубенс был арестован по обвинению в незаконной связи, после пыток признал свою вину, и провёл два года в заключении в Дилленбурге, а после суда был сослан в небольшой городок Нассауского герцогства, Зиген. Супруга последовала за ним, сохранились два её письма, которые, по мнению В. Н. Лазарева, «являются замечательными документами возвышенной женской любви и самоотверженной преданности». Семья воссоединилась в Троицын день 1573 года, в 1574 году родился сын Филипп. Жить приходилось в бедности: Ян Рубенс не имел права работать по специальности, Мария занималась огородничеством и сдавала комнаты в доме, предоставленном родственниками. 29 июня 1577 года родился их шестой ребёнок — Питер Пауль. После того, как в том же году умерла Анна Саксонская, род Нассау отказался от преследования семьи Рубенсов. В 1581 году Рубенсы смогли вернуться в Кёльн, сняв большой дом на Штернегассе, который впоследствии был резиденцией Марии Медичи. В этом доме родился седьмой ребёнок — сын Бартоломеус, проживший недолго. Ян Рубенс покаялся и вернулся в лоно католической церкви, после чего вновь смог практиковать как юрист. Помимо его гонораров, доход семье по-прежнему приносила сдача комнат внаём.
В Кёльне Ян Рубенс сам стал учить своих детей Священному Писанию, латинскому и французскому языкам. Однако семейное благополучие закончилось в 1587 году после кончины главы от скоротечной лихорадки. Старший сын Ян Баптист навсегда уехал в Италию (там он и скончался), вскоре от болезней умерли ещё трое детей. Вдова, оставшись со старшей дочерью и сыновьями Филиппом и Питером, приняла решение вернуться в Антверпен, опустошённый войной. Филиппа, отличавшегося способностями к латыни, пристроили секретарём к советнику испанского двора Жану Ришардо. 10-летнего Питера отдали в обучение в иезуитскую школу, хотя до того он не выделялся особыми способностями. У иезуитов Питер получил отличное знание латыни и классической античности и проявил незаурядные способности лингвиста: он одинаково свободно читал, писал и говорил на родном нидерландском, латинском, французском и итальянском языках и в той или иной степени был знаком с немецким, испанским и английским языками.
Параллельно мать записала Питера в светскую школу Ромбоутса Вердонка, где он смог раскрыть свои способности в области гуманитарных наук, стал изучать греческий язык. Современникам казалась фантастической его память: однажды он без труда припомнил имя римской поэтессы, которую единственный раз упомянул Ювенал в одной из сатир. Его одноклассниками были дети антверпенской элиты, в том числе Бальтазар Моретус — внук крупнейшего европейского издателя Христофора Плантена. Питер и Бальтазар сохранили дружбу на всю оставшуюся жизнь. В 1590 году обучение пришлось прервать: сестра Питера и Филиппа — Бландина — вышла замуж, её приданое поглотило остатки средств, завещанных Яном Рубенсом. Сыновьям пришлось искать заработка самим: Филипп вместе с сыновьями своего работодателя был отдан в обучение к знаменитому гуманисту Юсту Липсию в Лувене. 13-летнего Питера Мария Рубенс устроила пажом к графине де Лален (урождённой принцессе де Линь) в Ауденарде, где он за счёт патронов продолжил образование, приобрёл навыки каллиграфии и красноречия, а также обрёл вкус к изяществу одежды, в частности, научившись эффектно запахивать плащ.

## Антверпен. Годы учения (1590—1600)
Пробыв пажом чуть более года, Рубенс решительно заявил матери, что намерен учиться живописи. Его друг Якоб Зандрарт писал: «Не в силах более сопротивляться внутреннему порыву, который влёк его к живописи, он испросил у матери позволения целиком посвятить себя этому искусству». Тот же Зандрарт утверждал, что единственным источником эстетических устремлений Питера Рубенса до 14-летнего возраста было копирование гравюр из Библии издания Тобиаса Штиммера 1576 года. Никаких следов его ранней графики не сохранилось. По словам Ч. Веджвуда, выбор первого учителя живописи — пейзажиста Тобиаса Верхахта — был в значительной степени случайностью: тот был женат на родственнице Марии Рубенс. По́зднее по тогдашним меркам начало занятий сказалось на том, что Рубенс не смог многого почерпнуть у Верхахта и быстро покинул его мастерскую. Далее он перешёл к Адаму ван Ноорту. Ван Ноорт, хотя и не исполнял церковных заказов, пользовался большой репутацией, из его мастерской вышли Якоб Йорданс и Хендрик ван Бален. Резкая смена обстановки, однако, не изменила вкусов и устремлений юного Рубенса, его отталкивала богемная жизнь, которую вёл ван Ноорт. Обучение в его мастерской продлилось четыре года; по мнению Мари-Анн Лекуре, самым важным уроком для Питера стала любовь и внимание к «Фландрии, чьи пышные красоты позже предстанут перед нами на картинах Рубенса».
Получив первоначальные навыки и отточив их, в 1595 году Рубенс перешёл в мастерскую самого знаменитого антверпенского живописца того времени — Отто ван Веена (Вениуса), получившего образование в Италии и привнёсшего во Фландрию дух маньеризма. Рубенс числился его учеником до 23-летнего возраста, хотя ещё в 21 год получил удостоверение «свободного художника». В Риме Вениус был обласкан родом Фарнезе и получал папские заказы в Ватикане, был светским человеком, знатоком латыни и древностей. Именно он привил Питеру Рубенсу вкус к античным классикам и внушил идею, что талант не сможет проявить себя без могущественных покровителей. Современники отмечали, что ко времени поступления к нему Рубенса талант Вениуса клонился к упадку, он чрезмерно увлёкся аллегориями и символами, превращая собственную живопись в подобие ребуса. Итало-фламандский стиль Вениуса был отмечен подражанием римским образцам, например, силуэты обводились линией контура. Он отказался от национальной фламандской традиции (значимость которой признавал ещё Микеланджело), но так и не смог органично воспринять итальянскую школу.
В 1598 году Рубенс был принят свободным мастером в антверпенскую гильдию Святого Луки, но остался у Вениуса и не стал открывать собственную студию. Однако он уже сам получил право принимать учеников, первым из которых стал Деодато дель Монте, сын серебряных дел мастера. Собственных работ Рубенса этого периода сохранилось очень мало. В переписке и документах упоминаются его картины, несколько работ было в доме его матери, и она очень гордилась ими. Единственная подписанная Рубенсом работа этих лет — портрет молодого учёного в чёрном костюме, в котором внимание привлекает моделировка лица. Измерительные инструменты в его руках позволили критикам называть героя картины географом или архитектором. Портрет демонстрирует несомненную близость Рубенса тех лет к старой голландской школе, заложенной ван Эйком. Не было ещё и виртуозной лёгкости владения кистью, которую он приобрёл в Италии. По словам Ч. Веджвуда, «Рубенс был хорош, но он не был вундеркиндом», подобным ван Дейку. Он ещё продолжал учиться и как профессионал созрел поздно. Необходимые ему образцы и учителей он мог найти только в Италии, где к тому времени находился его брат Филипп. Неизвестно, откуда у Питера оказались деньги на заграничную поездку — возможно, он выполнил некий заказ в Антверпене или продал некоторые свои работы. Возможно также, что деньги на путешествие предоставил отец Деодато дель Монте, сопровождавшего Рубенса в качестве его ученика. 8 мая 1600 года Рубенс получил документ за подписью бургомистра Антверпена, что податель его пребывает в добром здравии и в городе нет эпидемий.

## Италия и Испания (1600—1608)

### При дворе мантуанского герцога
По мнению Ч. Веджвуда, «Рубенс был лучше подготовлен, чем большинство молодых художников, пересекавших Альпы до него». К тому времени он свободно владел латинским и итальянским языками, был знаком лично и по переписке со всеми известными учёными-антиковедами. Из Антверпена он вдоль Рейна последовал во Францию, посетил Париж, а далее направился в Венецию. В городе он остановился в престижной гостинице и скоро свёл знакомство с дворянином из свиты Винченцо I Гонзага, поскольку герцог Мантуи прибыл на карнавал из Спа, где проходил лечение. Картины Рубенса, взятые с собой, произвели впечатление, и о художнике было доложено герцогу. В результате 23-летний фламандец оказался на службе Мантуанского двора и, едва появившись в Италии, получил покровителя, жалованье и относительно высокое общественное положение. Существует предположение, что герцог, бывавший ранее в Антверпене, уже был знаком с творчеством Рубенса. Несмотря на необузданный нрав и распутство, герцог Винченцо Гонзага был одним из важнейших меценатов своего времени, прекрасно разбирался в музыке и поэзии. Он материально поддерживал Клаудио Монтеверди и вызволил из сумасшедшего дома Торквато Тассо. Герцог стремился собирать лучшие произведения искусства, в его дворце Рубенс впервые увидел работы Тициана, Веронезе, Корреджо, Мантеньи, Джулио Романо. Хотя Гонзага не ставил задачи воспитания молодого художника, он предоставил Рубенсу работу, способствующую быстрому развитию его таланта: фламандец должен был отбирать произведения искусства для копирования, а далее занимался и их приобретением, получая определённые комиссионные.
Войдя в свиту Винченцо Гонзага в октябре 1600 года, Рубенс вместе со двором отбыл во Флоренцию на заочное бракосочетание младшей сестры супруги герцога — Марии Медичи. Рубенс интенсивно занимался изучением флорентийского искусства, в частности, скопировал картон фрески Леонардо да Винчи «Битва при Ангиари». В Мантуе он обосновался с лета 1601 года, но не собирался сидеть на одном месте. О его передвижениях свидетельствует переписка с герцогским управляющим Аннибале Кьеппьо, из которой следует, что в Мантуе Рубенс провёл полных три года из восьми лет пребывания в Италии. При дворе герцога он провёл всё лето 1601 года, период с апреля 1602 по май 1603 года и с мая 1604 по самый конец 1605 года. Достаточно быстро Рубенс получил должность попечителя картинной галереи герцога, но, в общем, крупных заказов почти не было (единственное исключение — оформление церкви иезуитов в 1603 году), и даже в 1607 году в одном из писем он сетовал, что его работы почти не представлены в коллекции Гонзага. Пользуясь невнимательностью герцога к своей персоне, уже в 1601 году Рубенс отправился в путешествие по Италии, из письма брату Филиппу в декабре того же года следует, что он объехал «почти все крупнейшие итальянские города». Точные маршруты странствий Рубенса сложно реконструировать, документально подтверждается его многократное пребывание в Венеции, Флоренции, Генуе, Пизе, Падуе, Вероне, Лукке и Парме, возможно в Урбино, и в Милане, где он скопировал «Тайную вечерю» Леонардо. В Риме он побывал дважды, причём в первый раз приехал туда летом 1601 года, когда герцог командировал его для копирования картин из коллекции кардинала Алессандро Монтальто. Письма домой и брату Филиппу написаны на живом и богатом итальянском языке и подписаны «Pietro Pauolo» — в форме, которой он придерживался до конца жизни. И в дальнейшем основным языком иностранной переписки Рубенса оставался итальянский.
Рубенс обладал талантом заводить светские знакомства. Управляющий имуществом герцога Мантуанского А. Кьеппьо рекомендовал фламандца кардиналу Монтальто — племяннику папы римского Климента VII. В свою очередь, через Монтальто Рубенс был представлен Шипионе Боргезе — племяннику папы Сикста V, который был официальным покровителем немецких и фламандских художников в Риме. Благодаря поручениям герцога Винченцо Гонзага, Рубенс побывал в Генуе, где был принят в домах Дориа, Спинола и Паллавичини, получив доступ к их художественным коллекциям и приобретя более или менее значительные заказы. Впрочем, первый свой официальный заказ Рубенс получил на родине — в 1602 году. Эрцгерцог Брюссельский Альбрехт Австрийский заказал заалтарный образ обретения Истинного Креста, который поручил исполнить в Риме, причём художник должен был быть фламандцем, «при условии, что сумма расходов не превысит 200 золотых экю». Жан Ришардо — бывший работодатель Филиппа Рубенса — вспомнил про Питера, и 12 января 1602 года состоялось официальное подписание контракта. Уже 26 января Рубенс представил заказчику центральную часть композиции, продемонстрировав своё умение оперативно исполнять поручения. Из Рима Рубенс проехал к старшему брату в Верону, где изобразил себя с братом, их коллегу Иоганна Вовериуса и учителя Юста Липсия, а также своего ученика Деодато дель Монте на фоне мантуанской реки Минчо. Больше половины портретируемых не могли быть в Италии в это время, поэтому истинный смысл композиции ускользает от современных исследователей. Замысел и осуществление картины отличаются сочетанием новаторства и традиции: колорит явно отмечен подражанием Тициану, а тема и композиция столь же явно отсылают к нидерландским корпоративным и семейным портретам. Первый успех у эрцгерцога привлёк внимание герцога Гонзага к своему придворному художнику. После смерти его матери, весьма преданной иезуитам, герцог приказал воздвигнуть церковь этого ордена в Мантуе, а Рубенсу заказал картину, изображающую поклонение семейства Гонзага Святой Троице. Однако по ряду обстоятельств картина была представлена заказчику на Троицын день 5 июня 1605 года.
- Ранние работы Рубенса
- Автопортрет с кругом друзей из Вероны. 1602—1604, масло, холст. 77,5 × 161 см. Кёльн, Музей Вальрафа-Рихарца
- Положение во гроб. 1602, масло, холст. 180 × 137 см. Рим, Галерея Боргезе
- Геркулес и Омфала. Около 1602—1605, 278 × 215 см. Париж, Лувр
- Гильермо и Винченцо Гонзага с семейством поклоняются Святой Троице. 1605, масло, холст. 185 × 462 см. Мантуя, Музей герцогского дворца

### Испания
В 1603 году мантуанский герцог ожидал от испанского короля адмиральского чина за свои заслуги в борьбе против турок в Хорватии и принял решение напомнить о себе. Был приготовлен объёмный подарок, включающий множество произведений искусства. Для их вручения требовался умный и располагающий к себе человек, который мог бы представить дары в нужный момент, попутно выставив перед монархом своего патрона в самом выгодном свете. По рекомендации управляющего Кьеппьо, герцог одобрил кандидатуру Рубенса. Перед этим произошла следующая история: Винченцо Гонзага без предупреждения явился в мастерскую художника и застал Рубенса работающим над аллегорическим холстом и декламирующим вслух вергилиевы «Георгики». Герцог обратился к нему на латыни и получил весьма учтивый ответ. Вспомнив, что Ян ван Эйк был когда-то командирован герцогом Бургундским за своей невестой Изабеллой к королю Португалии, герцог Гонзага возложил на Рубенса обязанности посла. 5 марта 1603 года поверенному в Мадриде было отправлено уведомление, что ответственным за доставку даров королю Филиппу III назначен Пьетро Паоло Рубенс; в тот же день художник отправился в путь. Маршрут путешествия был плохо разработан: предстояло пройти через Феррару и Болонью до Флоренции и погрузиться на корабль в Ливорно. Перевозка грузов через Апеннины обошлась в 150 скудо, причём денег было выделено мало, таможенники пытались вскрывать грузы, и тому подобное. Далее произошёл неприятный инцидент при дворе великого герцога Фердинанда. 29 марта художник писал своему покровителю Кьеппьо из Пизы:

Великий Герцог призвал меня сегодня после обеда; он в самых дружеских и учтивых выражениях говорил о господине Герцоге и нашей Светлейшей Госпоже; он с большим любопытством осведомлялся о моём путешествии и о вещах, лично ко мне относящихся. Этот Государь изумил меня, доказав, насколько он хорошо осведомлён о малейших подробностях качества и числа подарков, предназначенных тому или иному лицу; кроме того, он весьма польстил мне, сказав, кто я, откуда родом, каково моё ремесло и какое место я занимаю в нём. Я был совершенно ошеломлён всем этим и принуждён заподозрить действие какого-нибудь домашнего духа или же превосходную осведомлённость наблюдателей, чтобы не сказать — шпионов, находящихся в самом Дворце нашего Государя; это не может быть иначе, так как я не перечислял содержимое моих тюков ни в таможне, ни в каком-либо другом месте.

Тем не менее добраться до Ливорно удалось благополучно, переход морем в Аликанте занял 18 дней. Испанский двор тогда переехал в Вальядолид, куда Рубенс добрался 13 мая и не застал короля — тот пребывал на охоте в Аранхуэсе. Однако задержки оказались для художника кстати, 24 мая он сообщал Кьеппьо:

…Картины, тщательно уложенные и запакованные мною самим в присутствии Его Светлости, досмотренные в присутствии таможенников в Аликанте и найденные в прекрасном состоянии, были вынуты из ящиков в доме господина Аннибале Иберти в таком испорченном виде, что я почти отчаиваюсь их поправить. Повреждения касаются не поверхности живописи — это не плесень или пятно, которое можно снять, — но самих холстов; они были покрыты листами жести, завёрнуты в двойную провощённую ткань и уложены в деревянные сундуки, и, несмотря на это, холсты испорчены и разрушены двадцатипятидневным непрерывным ливнем — неслыханная в Испании вещь! Краски помутнели, они вздулись и отстали от холстов, так как долго впитывали воду; во многих местах остаётся только снять их ножом и затем снова наложить на холст.
Поверенный в делах мантуанского герцогства Иберти предложил Рубенсу нанять испанского живописца и привести холсты в порядок, но 26-летний художник, не имевший реальных дипломатических полномочий, это предложение отверг. В июне Рубенс промыл холсты в горячей воде, просушил на солнце и занялся реставрацией в одиночку. Он не только восстановил копии с картин Рафаэля, исполненные в Риме Пьетро Факкетти, но и самостоятельно исполнил «Демокрита и Гераклита». Пришлось писать повторения картин из-за того, что два полотна из числа подарков погибли безвозвратно. Король вернулся в Вальядолид в первых числах июля. Рубенс и Иберти предстали перед премьер-министром герцогом Лерма, который принял представленные копии за оригиналы. Если испанский премьер-министр проявил расположение к художнику, дал ему множество заказов и пригласил поселиться в его резиденции, то с поверенным Иберти наладить отношений не удалось. Поверенный не хотел, чтобы Рубенс лично представил дары королю, и не допустил его к аудиенции, о чём художник без эмоций сообщал герцогу Мантуи.
Рубенс не стал конфликтовать с послом, а вместо этого уехал в Эскориал копировать коллекцию полотен Тициана, насчитывавшую более 70 картин. Большинство из них было заказано или приобретено императором Карлом V. Копии Рубенс забрал в Италию, а далее перевёз в Антверпен; после смерти художника исполненные им копии выкупил и вернул в Испанию король Филипп IV. Рубенс исполнял и частные заказы: написал цикл «Двенадцать апостолов», портреты членов семьи герцога Лермы и герцога Инфонтадо, которому был представлен поверенным Иберти.
Работая в Испании, Рубенс понимал, что не задержится в этой стране надолго, поэтому спешил. В его копиях Тициана, особенно в волосах персонажей, заметна фламандская техника наложения краски густым слоем. В то же время выполненные Рубенсом копии, скорее, следует рассматривать как вариации на тему оригинала, поскольку он неизменно — хотя и в разной степени — прибегал к переделке оригинала. Ощущая потребность в самовыражении, он без колебаний исправлял подмеченные ошибки и демонстрировал творческий подход в колористике или светотенях. Он правил даже работы Микеланджело и Рафаэля, не говоря о своих современниках.
Самой известной оригинальной работой Рубенса, выполненной в Испании, стал парадный конный портрет герцога Лерма, открывший в его творчестве жанр парадного портрета. Метод работы над этим портретом использовался художником долгие годы: сначала делался набросок или предварительный композиционный эскиз, затем — всегда с натуры — писалось лицо модели. Только в последнюю очередь на холсте или на дереве исполнялся весь портрет. Впоследствии Рубенс доверял работу над одеждой, аксессуарами или фоном своим ученикам, однако в начале своего пути он пренебрегал бригадным методом и все детали портрета исполнил сам. М. Лебедянский отмечал, что фон портрета, с ветвистым деревом и сценой битвы в отдалении, исполнен более обобщённо, без тщательной отделки, в отличие от фигуры герцога и его лица. В Кабинете рисунков Лувра сохранился подготовительный эскиз композиции портрета герцога Лерма, созданный итальянским карандашом на тонированной бумаге, для которого позировал нанятый натурщик. Уже на рисунке была представлена вся композиция, включая низкую линию горизонта и контуры дерева. В отличие от тициановского портрета Карла V, Рубенс придал композиции больше динамики, направив всадника прямо на зрителя. Лицо персонажа, однако, выглядит отдельным от всех остальных деталей картины и представлено совершенно безэмоциональным. Главной отличительной чертой этой работы, присущей вообще портретному жанру барокко, является система приёмов и аксессуаров, подчёркивающих героический характер модели. Эту функцию у Рубенса исполняют доспехи, активное действие на заднем плане, представление портретируемого как бы на возвышенном пьедестале.
Герцог Лерма предложил Рубенсу занять должность официального художника испанского двора, однако Рубенс отверг это предложение. Вскоре пришло повеление от герцога Мантуанского следовать в Париж, писать копии с портретов для дворцовой галереи красавиц, но Рубенс счёл и это поручение недостойным для себя. В начале 1604 года он возвратился в Мантую.
- Испанские произведения Рубенса
- Копия «Адама и Евы» Рафаэля. Масло по дереву. 182,5 × 158 см. Антверпен, Дом Рубенса
- Копия «Грехопадения» Тициана. Масло по дереву. 238 × 184,5 см. Мадрид, Музей Прадо
- Копия тициановского портрета Карла V. Масло, холст. 118,8 × 61,6 см. Англия, частное собрание
- Копия тициановской «Венеры и Амура». Масло, холст. 137 × 111 см. Мадрид, Музей Тиссена-Борнемисы

### Мантуя, Генуя, Рим
До ноября 1605 года Рубенс оставался в Мантуе, исполняя заказы герцога Винченцо. Помимо законченного триптиха с поклонением семейства Гонзага Св. Духу, он исполнил две копии с картин Корреджо в дар для императора Рудольфа II. В конце 1605 года Питер Пауль переехал в Рим к брату Филиппу, который устроился тогда библиотекарем кардинала Асканио Колонна. Квартира располагалась на виа Санта-Кроче близ Площади Испании, братья даже наняли себе двух слуг. Род Колонна (покровители Караваджо) не заинтересовался фламандцем, но Шипионе Боргезе рекомендовал его ордену ораторианцев для оформления храма Кьеза Нуова. Ему предстояло написать «Мадонну» для главного алтаря. М. Лекуре не слишком высоко оценивала триптих для церкви Кьеза Нуова (центральная часть — Богородица, боковые части — святой Григорий и святая Домицилла). Она писала, что полотно «выглядит впечатляюще монументально», а персонажи отличаются скульптурностью форм, почти как у Веронезе. Однако величина фигур угнетает динамику композиции. Колористическую задачу Рубенс выполнил на контрасте светлой гаммы одежд и тёмного фона (особенно в «Домицилле»), который скупым стилем может напомнить Караваджо, но без его световых эффектов. «В этих работах нет пока ничего, кроме впечатляющих размеров мужских и женских фигур, что объединяло бы их и дало возможность без труда узнать руку мастера. Своей личной палитры Рубенс ещё не изобрёл. Больше всего его работы напоминают пробу пера: чередование белого с зелёным, похожее на приёмы Веронезе или Джулио Романо, тициановская охра, тёмный колорит Карраччи…».
В разгар приготовлений Рубенса отозвали в Мантую, но вмешался Шипионе Боргезе, и художнику разрешили остаться до следующей весны. Впрочем, он продолжал исполнять поручения мантуанского двора: приискал резиденцию в Риме для герцогского сына, назначенного кардиналом, и приобрёл для коллекции «Успение Богородицы» Караваджо. Зиму 1606 года он провёл с братом в Риме, в квартире на виа делла Кроче, где тяжело заболел плевритом, но сумел оправиться благодаря попечению фламандского врача Фабера. М. Лекуре также отмечала, что от итальянского периода не осталось никаких свидетельств романтических устремлений Рубенса. В Риме он общался почти исключительно с фламандцами, жил в нидерландском квартале, но никогда не принимал участия в буйных развлечениях и держался наособицу. Несмотря на чувственность его творчества, «следует принять как данность искреннее целомудрие художника».
В июне 1607 года Винченцо Гонзага отбыл в Геную, его сопровождал и Рубенс. Познакомившись с семейством Дориа, он исполнил по их заказам около полудюжины портретов, а также «Обрезание Господне» для церкви иезуитов. Рубенс вместе с Деодато дель Монте также решил подготовить книгу об итальянской архитектуре, чтобы познакомить с ней фламандцев. Д. дель Монте производил обмеры, а Рубенс подготовил 139 гравюрных листов для двухтомника «Дворцы Генуи», который, впрочем, увидел свет только в 1622 году. В сентябре 1607 года художник вернулся в Рим. Заказ для храма Кьеза Нуова был готов в феврале 1608 года, но в алтаре было неудачно решено освещение, и публика даже не могла рассмотреть очертания фигур. Пришлось спешно переделывать картину, возникла даже идея перенести её с холста на камень. Ораторианцы также заказали художнику большой триптих. К этому времени расстроились отношения с семейством Гонзага. Филипп Рубенс сообщал из Антверпена о серьёзном ухудшении состоянии их матери, которой исполнилось 72 года: она страдала приступами удушья, что не оставляло надежд на выздоровление. Чтобы уйти со службы дому Гонзага, Питер Пауль Рубенс обратился к эрцгерцогу Альбрехту, но на просьбу Альбрехта Винченцо Гонзага ответил отказом. 28 октября 1608 года, закончив заказ для ораторианцев, Рубенс самовольно покинул Рим. В письме А. Кьеппьо он сообщал, что когда закончит дела во Фландрии, непременно вернётся в Мантую и «отдастся в руки Его Светлости». Его последнее итальянское письмо имеет
характерную приписку: «Salendo a cavallo» («Садясь на коня»). Более он никогда не возвращался в Италию.
В итальянский период Рубенс ещё не достиг творческой зрелости, почти все критики единодушно заявляли, что его итальянское творчество не вполне самостоятельно и отмечено сильным влиянием шаблонов Болонской академии. Огромную часть его наследия итальянского периода составляли зарисовки и копии с античных и современных ему произведений искусства. К великим современникам лично Рубенс не испытывал интереса и не предпринимал попыток встретиться в Риме ни с Гвидо Рени, ни с Караваджо или Аннибале Карраччи. Напротив, создавая копии привлёкших его произведений, Рубенс преследовал две задачи. Во-первых, он повышал своё профессиональное мастерство, во-вторых, стремился создать личный каталог произведений искусства, рассеянных по королевским и частным коллекциям, в которые вряд ли смог бы попасть снова. Иными словами, он готовил для себя запас сюжетов, моделей и технических решений. В завещании, составленном перед смертью, он писал, что «его труды пригодятся тому из наследников, кто пойдёт по его стопам». При этом он не преследовал научных целей и не пытался создать целостный каталог античного и ренессансного искусства, поскольку потакал своим личным вкусам. Заказные портреты генуэзской аристократии стали эталоном барочного портрета и надолго определили развитие этого жанра в Италии, Фландрии, а затем и Франции и Испании. Рубенс помещал портретируемых на нейтральном фоне или перед драпировкой. Социальное положение модели всегда подчёркивалось аксессуарами, пристальное внимание уделялось костюму, который выписывался с особой тщательностью. Основной целью художника становилось окружить ореолом изображаемое лицо и подчеркнуть его значимость. Это же подчёркивалось достоинством жестов, позой, тщательной отделкой мельчайших деталей. Ярким примером такой работы являлся портрет маркизы Вероники Спинола-Дориа. По словам Н. Грицай, «в „недостойный“ его кисти жанр придворного портрета художник вдохнул новую жизнь, решительно освободив его от характерных для маньеристического искусства рубежа XVI и XVII веков жёсткости письма, застылости композиций, напряжённой замкнутости словно отгороженных от реального мира образов. Рубенс внёс в портрет движение и жизнь, свободу живописной формы и богатство цвета, обогатил его своим чувством большого стиля, усилив значение фона — пейзажного или архитектурного — в подаче образа; в общем, сделал портрет достойной задачей подлинно монументального искусства».
- Итальянские произведения Рубенса
- Портрет маркизы Вероники Спинола-Дориа. 1606—1607, масло, холст. 225 × 138 см. Карлсруэ, Государственная картинная галерея
- Портрет маркизы Бриджиды Спинола-Дориа. 1606, масло, холст. 152,5 × 99 см. Вашингтон, Национальная галерея искусства
- Сенека. 1600—1602, чёрный мелок. 46 × 32 см. Санкт-Петербург, Государственный Эрмитаж
- Бельведерский торс. 1600—1608 (?), карандаш и чёрный мелок на бумаге. 37,5 × 26,9 см. Антверпен, Дом Рубенса

## Антверпенский период (1608—1622)

### Придворный живописец. Женитьба
Путь из Рима в Антверпен занял у Рубенса 5 недель. Ещё на полпути он получил известия, что его мать скончалась 14 ноября. Добравшись до дома в декабре, он повесил у склепа усопшей одну из картин, предназначенных для Кьеза Нуово. Душевное состояние его было таково, что он пожелал на некоторое время уединиться в монастыре и перед обществом предстал только в январе следующего, 1609 года. По всей видимости, он собирался вернуться в Италию. 10 апреля 1609 года Рубенс писал Иоганну Фаберу в Рим: «…Я до сих пор не знаю, какое принять решение — остаться ли на родине или навсегда возвратиться в Рим, куда меня приглашают на самых благоприятных условиях». Филипп Рубенс занял должность антверпенского эшевена, которую когда-то занимал его отец, но в семье постепенно смещались роли, первенство перешло к младшему из братьев. В переписке восхищение Питером, по выражению М.-А. Лекуре, «доходило до угодничества». Именно Филипп ввёл брата в высшее общество Испанских Нидерландов. Вершиной стало представление художника при эрцгерцогском дворе, состоявшееся, судя по документам, 8 августа 1609 года. Герцог Альбрехт плохо представлял себе, кто такой Рубенс, но заказал ему свой портрет и портрет жены, а после исполнения заказа немедленно присвоил ему звание. Удостоверение придворного живописца Питер Пауль Рубенс получил 9 января 1610 года.
Очевидно, у царственной четы возникло желание удержать Рубенса при дворе любой ценой, и потому кроме жалованья в его контракте было прописано право получать гонорар за каждую законченную картину. Будучи членом Гильдии Св. Луки, Рубенс имел и ряд налоговых льгот. Важнейшим же достижением Рубенса М. Лекуре называла то, что он остался работать в Антверпене, а не в Брюсселе. Причины этого племянник живописца — тоже Филипп Рубенс — излагал следующим образом: «…Из опасения, как бы придворная жизнь, которая незаметно захватывает любого человека без остатка, не повредила его занятиям живописью и не помешала ему добиться в искусстве того совершенства, способность к которому он в себе ощущал». По М. Лекуре, это утверждение, подхваченное многими биографами, нуждалось в корректировке. Рубенс органично чувствовал себя в придворной среде и умел обратить на себя внимание политиков первой величины, но у него была иная система ценностей:

В обмен на оказываемые им услуги он рассчитывал не столько подняться выше по социальной лестнице, сколько расширить свою известность. Он не видел никакой корысти в том, чтобы сделаться ещё одним брюссельским дворянином, — их и без него хватало. Он метил гораздо выше — на роль лучшего фламандского, а быть может, и лучшего европейского художника.

Филипп Рубенс отмечал, что эрцгерцогская чета в буквальном смысле привязала его брата к себе золотыми цепями: Питеру Паулю была пожаловала золотая цепь с портретом эрцгерцога и его супруги стоимостью в 300 флоринов. Первое время художник квартировал в доме матери на улице Куван. Практически сразу по возвращении в город, Рубенс сделал предложение своей соседке Изабелле Брант — племяннице супруги брата Марии де Муа. Отцом Изабеллы был известный гуманист Ян Брант, долгое время занимавший пост городского секретаря, последователь Юста Липсия, который также занимался изданием античных классиков. Брак был заключён с большой поспешностью. Жениху было 32 года, невесте — 18 лет, их венчание состоялось 8 октября 1609 года. После свадьбы молодые, согласно обычаю, поселились у родителей жены, в деловом квартале. Единственным свидетельством их свадьбы осталась латинская эпиталама Филиппа Рубенса, полная «игривых сальностей» (по выражению Э. Мишеля) и не слишком изысканная по стилю.

…Ствол широкого вяза лозой обвивается гибкой,

Нежный стебель вверху обнимает тонкие ветки.

Так, влюблённые, вы сопряжёте счастливые узы,

Оба в цветущих годах, в расцвете всех дарований

Тела, а также души; ваш корень и место рожденья

Общи. Невесты отец! в моём сердце немалая доля

Стала твоею, о Брант, любимец Фемиды и хора

Муз сладкоречных, от них тебе редкие те дарованья,

Знанье науки и слог, изящества полный и силы.
— Филипп Рубений сердцем и пером приветствует брата своего Петра Павла Рубения и Изабеллу Брант по поводу их бракосочетания
Ещё ранее — 29 июня — Рубенс вошёл в состав Общества романистов, куда был принят по рекомендации Яна Брейгеля. Общество объединяло нидерландских художников, совершивших путешествие по ту сторону Альп.
На свою свадьбу Рубенс написал двойной портрет «В жимолостной беседке» («Автопортрет с Изабеллой Брант»). Композиция его чрезвычайно сдержанная, Рубенс, сидящий на скамье под кустом жимолости, слегка наклонился к сидящей подле него Изабелле Брант, покойно положившей свою руку на руку супруга. «Никакой преувеличенной аффектации чувств, всё сдержанно и достойно». Рубенс тщательно проработал детали своего костюма, особенно пурпуэн — род камзола с высоким воротником, коричневые чулки и туфли; вместе с дорогим нарядом супруги композиция близка типичному барочному портрету. Главное отличие коренится в непринуждённости и свободе портретируемых, что придаёт сюжету лиричность. Рубенс много сил потратил на передачу выражения своего лица и супруги. По мнению М. Лебедянского, трактовка Рубенсом своего образа напоминает рафаэлевский «Портрет Бальдассаре Кастильоне». Рубенс изобразил себя смотрящим прямо на зрителя, лицо его исполнено спокойного достоинства. Изабелла Брант еле заметно улыбается, что намекает на испытываемые ею чувства радости и счастья. Ракурс композиции необычен — Рубенс возвышается над Изабеллой, зритель видит его как бы из позиции снизу вверх. Фигуры запечатлены в сложный момент движения и полуповороте, но они связаны между собой общим овалом портретной композиции.

### Семья
Рубенс был скрытным во всём, что касалось его частной жизни, не сохранилась его переписка с женой, дети упоминались очень редко и только в контексте гуманитарных интересов. Об истинных чувствах художника к его близким можно судить только по многочисленным графическим и живописным портретам. Единственным человеком, к которому Рубенс испытывал абсолютное доверие, был старший брат Филипп. Письма Питера Пауля к нему не сохранились, но остались послания старшего брата младшему. Из них следует, что Филипп быстро постиг масштаб гения Рубенса-младшего и всячески старался ему помогать. После кончины Филиппа в 1611 году Питер Пауль устроил ему пышные похороны, принятые в их социальном кругу, которые обошлись в 133 флорина. Для сравнения: семья Филиппа — жена, двое детей и двое слуг — издерживали в год примерно 400 флоринов.
В браке с Изабеллой Брант у Рубенса было трое детей. Дочь Клара-Серена родилась в 1611 году и умерла 12-летней от болезни. Незадолго до кончины Рубенс набросал её портрет. Сын у Рубенсов родился только через 7 лет после женитьбы и был назван в честь высочайшего патрона и крёстного отца — эрцгерцога Альбрехта. Очевидно, он был любимым ребёнком, поскольку единственным из всех детей Питера Пауля удостоился упоминания в переписке. Отец отдал его на воспитание монахам-августинцам и, очевидно, строил на его счёт большие планы. Клоду Пейреску он писал, что 12-летний сын неплохо успевает в греческой литературе. В целом судьба Альберта Рубенса более напоминала судьбу его покойного дяди Филиппа — он не увлекался живописью (как и все остальные потомки Рубенса), совершил путешествие в Италию в 1634 году. Женат он был на дочери Деодато дель Монте — первого студента своего отца. Незадолго до смерти Питера Пауля Рубенса Альберт занял его место в Тайном совете в Брюсселе. Скончался он в 1657 году, его сын — внук Рубенса — умер, искусанный бешеной собакой. Осталось несколько полотен с изображением Альберта. Третий ребёнок — Никлас Рубенс — родился в 1618 году и тоже стал героем портретов своего отца. Назвали его также в честь крёстного — генуэзского банкира Никколо Паллавичини. Никлас рано удостоился дворянского титула и умер ещё ранее своего старшего брата в возрасте 37 лет, оставив семерых детей.
- Семейные портреты Рубенса
- Портрет Изабеллы Брант. Около 1624 года, холст, масло. 86 × 62 см. Флоренция, Галерея Уффици
- Портрет Клары Серены Рубенс. холст, масло. 37 × 27 см. Вадуц, Лихтенштейнская галерея
- Альберт Рубенс. Около 1619 года
- Автопортрет с сыном Альбертом. Копия с утраченного оригинала. Антверпен, Дом Рубенса

### Мастерская Рубенса
В январе 1611 года Рубенс приобрёл большой участок на улице де Ваппер. Постройка особняка обошлась художнику в 10 000 флоринов, только его фасад тянулся на 36 м, а в глубине участка был разбит сад размером 24 на 48 метров. В саду росли самые разнообразные растения, какие только Рубенс смог добыть, и он был украшен копиями античных беседок, посвящённых Гераклу, Бахусу, Церере и Гонору. Обустройство дома по вкусам хозяина затянулось до 1616 года и потребовало немалых расходов. Этот дом современники единогласно провозгласили самым красивым зданием в городе. В готическом по стилю Антверпене особняк производил впечатление «дворца эпохи Ренессанса». Мастерская занимала половину дома, а в единственном просторном помещении жилой части — галерее — Рубенс разместил свою коллекцию. По мнению М. Лекуре, постройка особняка означала окончательный отказ от итальянских планов, а размеры дома намекали и на карьерные амбиции его хозяина: Рубенсу было 35 лет, и он «знал, что и как будет писать, а также знал, как будет жить».
Судя по описаниям племянника — Филиппа Рубенса, Питер Пауль вёл в своём помпезном доме почти буржуазную жизнь. Вставал художник в четыре часа и шёл к заутрене, а далее занимался живописью. В то время, когда он работал, наёмный чтец читал ему вслух античных классиков, чаще всего Плутарха, Тита Ливия или Сенеку. Письма художник чаще всего диктовал, не отрываясь от кисти. В мастерской он обыкновенно оставался до пяти часов пополудни. Страдая подагрой, Рубенс обедал умеренно, а после еды совершал верховую прогулку, которая могла быть совмещена с деловыми визитами по городу. После возвращения он ужинал с избранными друзьями. «Он терпеть не мог злоупотребления вином и обжорства, как и азартных игр». В числе его друзей, постоянно посещавших дом, был бургомистр Антверпена Николас Рококс, государственный секретарь Гевартс, Балтазар Моретус — глава третьего поколения семьи издателей, а также бывавшие в городе учёные-иезуиты. Рубенс постоянно переписывался с Николя Пейреском, его братом Валавэ и библиотекарем французского короля Дюпюи.
При постройке дома была предусмотрена отдельная купольная зала с верхним освещением, в которой разместили вывезенные из Италии скульптуры и камеи. Оформление и архитектурное решение студии отражало серьёзное отношение Рубенса к своей работе, которого он ожидал от заказчиков, моделей и посетителей. Для работы над эскизами и графикой предназначалась особая комната, в ней же принимались натурщики. Эта же комната служила и личным кабинетом. Для учеников была предназначена особая студия, даже превосходящая по размеру мастерскую самого Рубенса. Для приёма посетителей была предназначена ещё одна зала, оформленная в тёмных тонах. Там же были выставлены готовые произведения хозяина дома, которые гости могли обозревать и с деревянного балкона. В этой двусветной зале шла работа над крупномасштабными заказами — в первую очередь для церквей.
Мастерская Рубенса вошла в историю искусства как одна из самых продуктивных и масштабных, она стала центром художественной жизни Южных Нидерландов.
- Дом Рубенса
- Сад с беседкой
- Фасад дома со входной аркой
- Гостиная
- Музейная ротонда

### Гравюрная мастерская Рубенса
Рубенс, ранее других оценивший возможности печатной графики, организовал гравюрную мастерскую, в которой по его рисункам и картинам, используя их в качестве оригиналов, работали известные нидерландские художники-гравёры. Большую работу, в значительной мере, способствовавшую распространению искусства Рубенса во многих странах Европы, возглавил выдающийся гравёр Лукас Ворстерман. Около 1618 года он присоединился к мастерской Рубенса в Антверпене и начал учиться у Рубенса живописи. Между 1619 и 1621 годами Рубенс приступил к созданию серии гравюр и привлёк Ворстермана для воспроизведения в технике офорта и резца по меди ряда своих самых известных картин.
В школе-мастерской Рубенса в Антверпене, а также в печатной мастерской издательства Христофора Плантена «Officina Plantiniana», было выполнено огромное количество гравюр, воспроизводящих большую часть творческого наследия живописца. С 1612 по 1637 год Рубенс и его гравёры были постоянными сотрудниками «Дома Плантенов». Наряду с Ворстерманом в этой мастерской работали Боэций Адамс Болсверт, Схелте Адамс Болсверт, Питер де Йоде, Питер Соутман, Корнелис Схют и другие.
Однако в те же годы между художниками возникла ссора. Её точные причины неизвестны, но обычно предполагалось, что источником стал вопрос о праве собственности на гравюры, созданные Ворстерманом по рисункам и картинам Рубенса. В 1621 году Ворстерман стал добавлять к своим гравюрам имя Рубенса. Тем не менее ссора положила конец их сотрудничеству. В мастерской Рубенса Ворстермана заменил Паулюс Понтиус. Вместе с типографом Балтазаром Моретусом Первым гравёры Рубенса работали на печатную фирму Плантена, создав ряд фронтисписов, которые размещались рядом с титульной страницей в издаваемых книгах. Значительный вклад в эту работу внесли работавшие по рисункам Рубенса художники-гравёры Теодор Галле и его брат Корнелис Галле Старший.

### Шпалеры по картонам Рубенса
Рубенс внёс существенный вклад в развитие декоративно-прикладного искусства. На знаменитой шпалерной мануфактуре в Брюсселе производство тканых ковров по картонам (подготовительным рисункам) Рубенса способствовало распространению в шпалерном искусстве стиля барокко. Рубенс создавал эскизы для шпалер в три этапа последовательного увеличения размеров и детализации композиции: боццетти, моделли (итал. modelli — эскизы, наброски), обычно живописью маслом по дереву в небольшом размере, и картоны (рисунки гризайлью в натуральную величину). В отличие от многих других брюссельских шпалер в произведениях по оригиналам Рубенса удивительным образом сохранялась его экспрессивная живописная манера: полутона, тени и блики. Оригинальными являются орнаментальные обрамления с витыми колоннами, картушами и бандеролями, гирляндами из цветов и плодов, кнорпельверками и рольверками.
По картонам Рубенса были созданы самые прославленные серии декоративных ковров: «История консула Деция Муса» (для семьи Паллавичини в Генуе) «История Константина Великого» (аллегория правления Людовика XIV), «Жизнь Ахилла» и самая знаменитая серия: «Триумф Евхаристии», вытканная по картонам Рубенса в 1627—1632 годах в брюссельской мастерской Яна Раеса Второго.
«Триумф Евхаристии» (нидерл. De triomf van de Eucharistie) — выдающееся произведение искусства стиля фламандского барокко, серия шпалер, созданная по картонам Рубенса в 1627—1632 годах. В изготовлении картонов Рубенсу помогали его ученики: Юстус ван Эгмонт, Ян Бокхорст, Якоб Йорданс, Ян Снеллинк, Ян ван ден Хукке. Отдельные композиции представляют сцены из Ветхого Завета, которые интерпретируются в связи с Евхаристией (таинством Святого причастия), на четырёх — изображены аллегории триумфа Церкви, остальные композиции, отражают борьбу за Кёльн и прирейнские земли в XVII веке между протестантами и католиками.
Серия повторялась несколько раз, не все из шпалер сохранились. Часть из них (восемь ковров повторений) принц-епископ Страсбурга Вильгельм Эгон фон Фюрстенберг передал главе Кёльнского собора, предположительно для того, чтобы добиться желаемого избрания архиепископом Кёльна. Первые экземпляры серии остались в Мадриде, там же хранится часть картонов Рубенса, другие находятся в Чикаго и Кембридже. В Кёльне до 1837 года шпалеры были развешены между колонн аркад главного нефа собора. Затем были убраны по неясным причинам. Экспонировались периодически с 1955 года. С 1974 по 1986 год длилась их реставрация. Ныне на праздник Пасхи в нефе помещают восемь больших ковров. Остальное время ради сохранности их хранят в Сокровищнице храма.

### Доходы и гонорары
Рубенс был чрезвычайно плодовитым художником. Если признать, что из-под его кисти вышло около 1300 картин, в том числе гигантского размера (не считая почти 300 эскизов, рисунков и гравюр), можно рассчитать, что за 41 год активной творческой деятельности он писал в среднем по 60 картин в год, то есть 5 картин в месяц. Соответственными были и его доходы, он мог зарабатывать до 100 гульденов в неделю, а за большие полотна получал гонорары от 200 до 500 гульденов. М. Лекуре замечала, что Леонардо да Винчи за всю жизнь создал около 20 картин, а Вермеер Делфтский — 36, причём не продал ни одной. Рубенс не скрывал коммерческой направленности своего творчества и придавал огромное значение материальному благосостоянию. Он сравнивал собственное творчество с философским камнем. Ходил анекдот, что алхимик Брендель предложил Рубенсу вложиться в лабораторию для превращения свинца в золото под половину будущих прибылей, на что художник заявил, что уже давно нашёл свой философский камень и что «ни один из ваших секретов не стоит столько, сколько моя палитра и кисти».
Рубенс заботился о своих авторских правах. Значительную часть его дохода приносило распространение гравюр с вариациями сюжетов его картин, они одновременно служили и рекламными проспектами. Впервые подделывать гравюры Рубенса стали в Республике Соединённых провинций — там же был и самый значительный рынок сбыта оригинальных эстампов. При помощи Питера ван Веена — брата его учителя — и Дадли Карлтона, посла Англии в Гааге, Рубенс 24 февраля 1620 года получил «привилегию» на 7 лет. По этому праву незаконное воспроизведение гравюр Рубенса в Голландии каралось конфискацией тиража и штрафом в 100 флоринов. Ранее, 3 июля 1619 года, Рубенс получил аналогичную привилегию во Франции сроком на 10 лет, в её получении неоценимую помощь оказал Николя де Пейреск. Герцог Брабанта 29 июля даровал аналогичную привилегию Рубенсу на своей территории, а 16 января 1620 года она была распространена на все Испанские Нидерланды. Испанское королевство даровало привилегию Рубенсу только в 1630 году, зато сразу на 12 лет с правом перехода авторских прав наследникам художника.
Многочисленность произведений Рубенса приводит к тому, что рубенсоведам далеко не всегда удаётся проследить историю каждого из них. Из документов и переписки удаётся, как правило, извлекать только финансовую информацию. Рубенс всегда заключал с заказчиком договор, в котором оговаривалась желаемая сумма, размер картины и её сюжет. Личных дневников художник не вёл, да и письма его содержат почти одну деловую информацию. В Италии, копируя образцы своих предшественников, он вёл записные книжки, в которых осмысливал законы анатомии и геометрии, вырабатывал основы собственной эстетики. В Нидерландах он оставил эту практику, поэтому не существует прямых свидетельств, как Рубенс понимал трактовку тех или иных философских постулатов и религиозных таинств, человеческих страстей и прочего.

### Техника Рубенса
По И. Е. Прусс, живописи Рубенса свойственна особая воздушность. Переходы света и теней едва заметны, причём тени легки и холодны по тону. Рубенс использовал белый гладкий грунт и по старой нидерландской традиции писал на полированной доске, благодаря чему придавал цвету особую интенсивность, а красочный слой образовывал гладкую эмалевую поверхность. Рубенс накладывал краску жидкими прозрачными слоями, сквозь которые просвечивал подмалёвок или тон грунта. Цветовая гамма палитры Рубенса была воссоздана в 1847 году гентским художником Ж. Ренье. Она не отличалась особым богатством — все картины Рубенса были написаны свинцовыми белилами, жёлтой охрой, лаковой мареной, ультрамарином и коричневой смолой, иногда использовалась киноварь и сажа. Рубенс не использовал глухих теней, переходы между светом и тенью не резки, всё артистически обобщено и приведено в свето-цветовую гармонию. Для Рубенса характерно письмо длинными, волнистыми мазками, идущими по форме, что особенно заметно при изображении прядей волос, написанных одним движением кисти. По Н. А. Дмитриевой, Рубенс — один из художников, которого следует воспринимать в оригинале, а не в репродукции. «Его довольно грузные композиции и грузные тела в подлиннике такими не кажутся: они выглядят лёгкими, исполненными своеобразной грации».

### Ученики и коллеги
Быстрое возвышение Рубенса вызвало определённую ревность в художественном сообществе Антверпена. В частности, старейшина Гильдии святого Луки художник-маньерист Абрахам Янсенс (1575—1632), также проработавший три года в Италии, предложил Рубенсу «дуэль», в рамках которой художникам предстояло написать по картине на один и тот же сюжет. Рубенс очень тонко отклонил своё участие в состязании, сообщив, что его работы выставлены в общественных и частных собраниях Италии и Испании, и ничто не мешает Янсенсу отправиться туда со своими работами и повесить их рядом.
Желающих работать в мастерской Рубенса оказалось так много, что в 1611 году он писал Жаку де Би, что многие желающие учиться у него соглашались ожидать вакансии по нескольку лет, а за два года пришлось отказать более чем сотне соискателей, в том числе родственникам самого Рубенса и Изабеллы Брант. Из мастерской Рубенса вышли Якоб Йорданс, Франс Снейдерс, трое братьев Тенирс, Антонис ван Дейк. Кроме этих художников первой величины, у Рубенса работали Эразм Квеллин-старший, Ян ван ден Хукке, Питер ван Моль, Юстус ван Эгмонт, Абрахам ван Дипенбек, Ян ван Сток и многие другие. Квеллин после смерти учителя официально возглавил его мастерскую, а ван Эгмонт сделал карьеру во Франции и был одним из создателей Академии живописи и ваяния.
Начинающих художников Рубенс именовал «аспирантами», каждый из них имел определённую специализацию. Помимо учеников, у Рубенса работали сложившиеся мастера, которых использовали для писания пейзажей, фигур, цветов или животных, — бригадный метод считался нормальным в художественном мире Нидерландов до начала 1700-х годов. Рубенс различал — в том числе и в стоимостном отношении — картины, написанные учениками, в соавторстве или единолично. За работы, полностью исполненные самостоятельно, он удваивал цену. Естественно, что отношения были далеки от идиллии: если верить Зандрарту, Рубенс даже завидовал Йордансу как художнику, который не уступал ему в мастерстве колористики, а в умении передавать страстность персонажей даже превосходил. Франс Снейдерс в течение 30 лет писал для полотен Рубенса животных, цветы и плоды; в завещании великого фламандца Снейдерс был назначен распорядителем его имущества.
Наиболее бурно сложились отношения Рубенса с ван Дейком, который провёл в мастерской три года. В студию на улице де Ваппер он попал в 20-летнем возрасте, когда уже два года состоял в гильдии на правах свободного мастера. Патрон признавал его высочайшее дарование и позволял ощущать себя мэтром: например, только он был допущен к чтению итальянских дневников Рубенса с описанием его впечатлений и технических находок. Ван Дейку Рубенс доверял писать уменьшенные копии картин, с которых снимались гравюры, распространяемые затем по всей Европе. Однако, когда ван Дейка пригласили в Англию, Рубенс не стал его удерживать. Ходили слухи, что он сумел внушить «известные чувства» Изабелле Брант. Расстались они, впрочем, вполне мирно: ван Дейк подарил бывшему патрону портрет Изабеллы Брант, «Ecce Homo» и «Гефсиманию», а Рубенс отдарился лучшим испанским жеребцом из своих конюшен.
Особое место занимали отношения Рубенса с Яном Брейгелем-старшим: это была своего рода дружеская взаимопомощь. Свою первую совместную работу они исполнили ещё до отъезда Рубенса в Италию в 1598 году, это была «Битва с амазонками». После возвращения Рубенса они продолжили сотрудничество, причём, по мнению Анны Воолетт, «это было соавторство редкостного сорта — не просто между художниками равными по статусу, но и между живописцами, чьи стилевые искания были направлены в разные области — многофигурные и аллегорическо-исторические сцены у Рубенса и атмосферные эффекты в пейзажах и натюрмортах у Брейгеля». В переписке сохранились замечательные образцы стиля общения художников, когда Брейгель мог назвать коллегу в письме к миланскому кардиналу Федерико Борромео «мой секретарь Рубенс». Борромео, ценитель фламандского искусства, делал заказы Брейгелю в 1606—1621 годах. Как минимум один натюрморт с цветами для Борромео Рубенс и Брейгель исполнили совместно. Творческое содружество плавно перешло в личное: Рубенс писал Яна Брейгеля со всей семьёй и исполнил картину «Апостол Пётр с ключами» для надгробия Питера Брейгеля-старшего в брюссельском соборе Нотр-Дам-де-ла-Шапель. Изабелла Брант стала крёстной матерью детей Яна Брейгеля, как и Рубенс; после безвременной кончины Яна от холеры Рубенс стал его душеприказчиком.

### Творчество Рубенса 1610-х годов
В первое десятилетие в Антверпене мастерская Рубенса работала преимущественно по заказам монашеских орденов, городских властей и типографии Плантена—Моретуса. В первые десять лет Рубенс создал около 200 полотен, преимущественно религиозного содержания, не считая немногих картин мифологического содержания и двух десятков портретов. Почти все эти произведения отличались крупными размерами, поскольку служили для украшения церквей, дворцов и муниципальных зданий. В 1609 году Рубенс и Ян Брейгель исполнили портрет эрцгерцогской четы, причём Брейгель писал пейзаж на заднем плане. Стиль Рубенса на первом официальном заказе проявился лишь в ярко-красной драпировке, отсекающей задний план и придающей глубину изображению. Обычны для него тщательная проработка кружев воротников, фактуры жемчуга, шёлкового носового платка и перчаток, зажатых в руке эрцгерцога. Картина была подписана обоими художниками. В 1610 году Николас Рококс заказал для городской ратуши «Поклонение волхвов», причём уже в 1612 году картина была подарена Родриго Кальдерону, графу д’Олива. Однако новый этап в творчестве Рубенса оказался связан с заказом настоятеля церкви Св. Вальбурги, посредником при сделке выступил философ и коллекционер Корнелис ван дер Гест. Речь шла о «Воздвижении креста». Памятуя о неприятном римском опыте, Рубенс работал прямо в помещении церкви, что позволяло учитывать все особенности восприятия полотна.
- Алтарные работы Рубенса
- Воздвижение креста. 1610—1611, масло по дереву, 460 × 340 см. Собор Антверпенской Богоматери
- Снятие с креста. 1612, масло по дереву, 420 × 310 см. Собор Антверпенской Богоматери

Живопись «Воздвижения креста» знаменовала и сильное итальянское влияние, и начало освобождения от него. Французский живописец и писатель Эжен Фромантен отмечал прежде всего воздействие стиля Тинторетто с его подчёркнутой театральностью, а также Микеланджело — монументальность фигур и тщательная проработка каждой группы мышц. Каждый персонаж на триптихе имеет свой неповторимый характер, который раскрыт через взаимодействие с остальными участниками композиции. В центральной части триптиха руки Христа не расставлены широко в стороны, как требовалось по канону, но вытянуты вверх над головой. Лицо его искажено приступом боли, пальцы плотно сжаты, все мышцы тела напряжены. Усилия палачей, поднимающих крест, резкие ракурсы фигур, проработка бликов света и теней способствуют демонстрации драмы, объединяющей человека и природу. У верующих, созерцающих картину, не должно было остаться ни малейших сомнений в масштабе принесённой ради них жертвы. Впрочем, Н. А. Дмитриева утверждала, что в основе «Воздвижения креста» — напряжённая схватка людей с тяжёлым крестом, который они с великим усилием поднимают вместе с телом распятого. Дело тут не в страданиях распятого, а в усилиях распинающих.
Триптих «Снятие с креста» для городского собора Антверпена был заказан Рубенсу в 1611 году антверпенской гильдией стрелков. Триптихи были традиционны для нидерландского искусства, однако Рубенс смело нарушил традицию, по которой на боковых створках изображались либо портреты заказчиков-донаторов, либо события, непосредственно связанные с сюжетом центральной части. Художник объединил в рамках одного произведения три разновременных события. На боковых створках показаны встреча Марии с Елизаветой и Обрезание Господне, которые решены в праздничных тонах. Евангельские герои облачены в элегантные наряды и выглядят как светские особы, это подчёркивается и сочетанием ярких насыщенных красок. Однако нарядная и праздничная атмосфера этих сцен контрастирует с центральной частью, поскольку демонстрирует лишь пролог к мученической смерти Спасителя. Рубенс объединил сцены начала жизни и её земного завершения. Напротив, в колорите центральной сцены преобладают белый, чёрный и красный тона. Используемая интенсивная светотень явно демонстрирует усвоение караваджистских приёмов и была избрана совершенно сознательно, чтобы сцена была хорошо видна в полумраке собора. Композиция центральной фигуры была выполнена под впечатлением античной скульптурной группы, изображающей Лаокоона с сыновьями, а падающая диагональ рук мёртвого Христа придавала сцене законченную безысходность и трагизм.
Антверпенские работы 1609—1611 годов демонстрируют быструю эволюцию Рубенса в техническом отношении. Особенно это заметно в письме декоративных драпировок. В первых работах (особенно в картине «Поклонение пастухов») фигуры и их одеяния по полированной жёсткости более напоминали скульптуры, складки одежды в академической манере были уложены правильным порядком или даже изображались летящими по ветру, хотя это не предусматривалось сюжетом. В алтарных работах драпировки стали выглядеть естественно, художник научился передавать движение ткани в соответствии с естественными движениями человека, носящего эту ткань. Рубенс любил затемнённый задний план, на котором ярко изображался план передний. По-видимому, он считал достоинством картины обилие изображённых персонажей. Огромное число фигур позволяло располагать их по принципу контраста, причём действия художника выстраивались по принципу театральной мизансцены: композиции Рубенса динамичны и всегда образуют единое целое.
За первое десятилетие самостоятельной работы Рубенс написал семь картин на сюжет Распятия, пять — снятия с креста, три — воздвижения Креста, пять Святых Семейств, шесть поклонений Младенцу Христу (волхвов и пастухов), множество изображений св. Франциска, Христа с апостолами — и множество иных религиозных сюжетов. Все они без исключения были одобрены заказчиками и цензорами, несмотря на откровенно мирские художественные решения. М. Лекуре с иронией писала: «Под кистью Питера Пауэла бегство в Египет приобретает черты деревенской жанровой сцены. Привал Марии и Иосифа напоминает семейный пикник, когда любящие родители присматривают за ребёнком. В сравнении с лихорадочным экстазом блаженных великомучеников Сурбарана умирающие праведники Рубенса выглядят поразительно бодрыми. Его духовное искусство начисто лишено духовности».
Рубенс без колебаний использовал в религиозных сюжетах обнажённую натуру. В картине «Большой Страшный суд» вытянутые руки и тела персонажей образуют некое подобие арки, на вершине которой Господь. Тела не смуглые, как было принято в итальянском искусстве, и не молочно-белые, как во фламандской традиции, а решены в розовой, янтарной и терракотовой гамме. Гвидо Рени ещё в Италии говорил, что «Рубенс подмешивает в свои краски кровь», подчёркивая, насколько реалистично тот научился изображать человеческую плоть. В мифологических и аллегорических картинах эта тенденция только усилилась, причём Рубенс не разделял гуманистических теорий об изображении человеческого тела. Его ню лишены исторически-воспитательного или метафизического подтекста; в одном из писем Рубенс рассуждал, что если человек состоит из плоти и крови, то таким его и следует изображать.

### Жанр ню у Рубенса и проблема портрета
Изображая человеческие фигуры, Рубенс разработал собственный подход. Мужчины на его картинах всегда крепко сложены, даже великомученики, статус которых виден только по бледности кожи. Мужские фигуры Рубенса всегда подтянуты, широкоплечи, с развитой мускулатурой рук и ног. Напротив, женщины отличаются крайней рыхлостью форм. В трактате «Теория человеческой фигуры», приписываемом Рубенсу, утверждается, что базовым элементом женской фигуры является круг. Действительно, в женских изображениях Рубенса в круг вписаны линии живота, бёдер и ножных икр; при этом данное правило не действует при изображении груди. М. Лекуре утверждала, что «создаётся впечатление, что при работе над женской фигурой Рубенс раз и навсегда запретил себе использовать угол». Своеобразие женских изображений Рубенса таково, что К. Кларк подчёркивал в своей монографии о наготе в искусстве (1956), что даже в среде художественных критиков считается признаком хорошего вкуса критиковать Рубенса как «художника, писавшего жирных голых баб» и, более того, употреблять определение «вульгарный». Десятилетием позже Д. Веджвуд отмечал, что, по-видимому, Рубенс лучше, чем какой-либо другой художник в истории искусства достиг мастерства в изображении живой плоти. Только Тициан из его предшественников и Ренуар из преемников могли сравниться с ним в изображении женских форм.
По мнению К. Кларка, рубенсовское изобилие плоти можно понять, только учитывая, что он был величайшим религиозным художником своего времени. В качестве примера он приводил картину «Три грации», отмечая, что пышность этих фигур — не что иное, как гимн благодарности за изобилие земных благ, воплощающий «то же бесхитростное религиозное чувство, которое воплощают снопы пшеницы и груды тыкв, украшающие деревенскую церковь во время праздника урожая». Женщины Рубенса являются частью природы и представляют более оптимистический взгляд на природу, нежели античный. Более того, в мировоззрении Рубенса вера Христова и сюжет триумфа святого Причастия были вполне совместимы с верой в природный порядок вещей и цельность всего мироздания. Иными словами, мир мог быть постигнут путём персонификации, а человек ощущал в себе непосредственную причастность к мировым процессам.
Рубенсовские обнажённые тела были результатом огромной аналитической работы. Питер Пауль Рубенс разработал метод, который впоследствии вошёл в арсенал всех академических школ живописи: он рисовал античные статуи и копировал работы предшественников, пока полностью не усваивал идеал завершённости формы. Далее, работая с натуры, он подчинял реальные зримые формы канону, запечатлённому в памяти. По этой причине достаточно сложно определить, откуда заимствованы образы. Например, в полотне «Венера, Вакх и Арея» поза Ареи заимствована у присевшей Афродиты Дедалса, а Венера, вероятно, восходит к Леде Микеланджело. Эта картина, с рельефной проработкой фигур, является у Рубенса одной из самых классицистских. В барочной композиции «Персей освобождает Андромеду» из собрания Эрмитажа фигура Андромеды восходит к одной из античных статуй Venus Pudica (Венеры Целомудренной). Прототипом, возможно, послужила копия Афродиты Книдской Праксителя в зарисовке Рубенса, сохранившейся лишь в копии. По К. Кларку, величие Рубенса-художника выражалось в том, что он понимал момент, когда можно отказаться от строгого канона классической формы. Д. Веджвуд на примере картины «Три грации» также демонстрировал, как Рубенс трансформировал стандартную форму и позу античных скульптур в своих собственных целях.
Рубенс, как и мастера эпохи Ренессанса, стремился придать фигурам полновесную материальность. Художники Возрождения для этого пытались реализовать замкнутую форму, имеющую идеальную законченность сферы или цилиндра. Рубенс добивался аналогичного эффекта посредством перекрывающих друг друга линий и лепки заключённых в них форм. К. Кларк писал: «Даже если бы он не испытывал естественного влечения к толстым женщинам, он считал бы складки пышной плоти необходимыми для лепки формы». Рубенс выявлял движение в морщинках и складках натянутой или расслабленной кожи.
Своеобразной особенностью Рубенса-личности и Рубенса-художника была его нелюбовь к портретам. Если он соглашался на заказ, то ему позировали непременно представители высшей аристократии, как это было в Генуе со Спинола и Дориа, а также герцогом Брабанта и антверпенскими буржуа. Как правило, портрет был только началом большого заказа, например, для украшения дворца или надгробия. Соглашаясь писать портрет, Рубенс не скрывал, что делает большое одолжение. Парадоксом на этом фоне является то, что в сюжетных полотнах, создаваемых бригадным методом в его мастерской, Рубенс предпочитал писать именно лица. Графические и живописные портреты родственников или людей, вызывавших симпатию, многочисленны в рубенсовском наследии. Например, будущую тёщу своего сына Сусанну Фоурмен Рубенс, начиная с 1620 года, писал шесть раз, даже чаще, чем жену.
К. Кларк писал, что вопрос о портрете ещё более осложняется при работе в жанре ню. В любой концепции наготы решающим является характер головы, венчающей тело, что справедливо даже для классических статуй, в которых выражение лиц сведено до минимума. В случае с обнажённой фигурой лицо остаётся подчинённым элементом целого, но не должно остаться незамеченным. Для Рубенса — как и для любого крупного мастера — выходом являлось создание типа, и для изображения женского нагого тела он сделал то же, что Микеланджело — для мужского. По К. Кларку, «он настолько полно реализовал выразительные возможности женской наготы, что на протяжении всего следующего века художники, не являвшиеся рабами академизма, смотрели на него глазами Рубенса, изображая пышные тела жемчужного цвета». Особенно это касалось французского искусства, причём рубенсовское чувство цвета и фактуры кожи было реализовано в творчестве Антуана Ватто, а разработанный Рубенсом тип нашёл отражение в работах Буше и Фрагонара.
Целомудренный Рубенс никогда не работал с обнажёнными натурщицами у себя в мастерской и с натуры писал только лица. Между строением тел и выражением лиц на его картинах существуют известные параллели, которые можно объяснить только работой воображения мастера.
Своеобразными дополнениями картин в жанре «ню» и портретах Рубенса являются изображения путти — обнажённых игривых детишек, иногда занимающихся совершенно посторонними вещами, несоответствующими теме и сюжету. Их появление безусловно связано с данью ренессансной традиции, восходящей к античности. Однако отчасти эта тема в творчестве Рубенса связана и с заимствованием готовых образов в трактовке Франсуа Дюкенуа, фламандского художника, работавшего в Риме. Его путти, пухлые, с характерно крупными детскими головками, помогли установить условный тип, хорошо знакомый именно по картинам Рубенса. Известно, что Рубенс писал Дюкенуа в 1640 году, чтобы поблагодарить его за присланные ему слепки путти из скульптурного надгробия Фердинанда ван дер Эйдема в церкви Санта-Мария-дель-Анима в Риме.
- Жанр ню в творчестве Рубенса
- Юпитер и Каллисто. Около 1613 года, холст, масло. 306 × 202 см. Кассельская картинная галерея
- Венера перед зеркалом. Около 1612—1615 года, масло по дереву, 124 × 98 см, Коллекция Лихтенштейнов
- Похищение дочерей Левкиппа. Около 1617—1618 года, холст, масло, 224 × 211 см. Мюнхен, Старая пинакотека
- Венера, Купидон, Вакх и Церера. Около 1612—1613 года, холст, масло, 141 × 200 см. Кассельская картинная галерея

### Рубенс-интеллектуал. «Четыре философа»
Рубенс, как и все его современники, считал недосягаемым образцом античную древность. Свободно владея латынью, он всю жизнь предпочитал читать книги на этом языке, причём не только римских классиков, но и латинские переводы древнегреческих писателей и философов, а также серьёзную моральную и философскую литературу своего времени, которая также издавалась на латинском языке. В переписке Рубенса много латинских цитат, причём как точных, приводимых по памяти, так и собственных афоризмов. Чаще всего он цитировал сатиры Ювенала, поэмы Вергилия и труды Плутарха и Тацита. Он интересовался латинской литературой профессионально, в переписке сохранились его рассуждения о рукописных копиях неизвестных или ещё не опубликованных сочинений древних авторов. Рубенс свободно писал на латыни, используя её либо для обсуждения проблем философии и высокой политики, либо, напротив, для шифровки высказываний, не предназначенных для посторонних. Письма государственному секретарю Гевартсу из Испании написаны на макаронической смеси фламандского и латинского языков, причём деловые и житейские вопросы обсуждаются на нидерландском, а научные и политические — на латыни, включая пассажи о ненависти испанцев к графу-герцогу Оливаресу.
Рубенс прекрасно разбирался в искусстве и истории материальной культуры и в этой области выделялся даже в кругу своих друзей-учёных. Особой его любовью пользовались геммы и монеты, причём одну античную гемму он не смог продать вместе с коллекцией герцогу Бэкингему — настолько он к ней привязался. В глазах Рубенса и его окружения античность была эпохой наивысшего расцвета цивилизации, с которой надо соразмеряться и подражать ей. Естественно, что античность служила Рубенсу источником тем и образцов, отдельных мотивов и композиционных приёмов. Из античности почерпнуты два постоянных сюжета живописи Рубенса — вакханалии и триумф после боя, которые символизировали для него две взаимодополняющие стороны бытия, природную и возвышенно-человеческую. Связь с античностью проявлялась не только в строе художественной мысли Рубенса, но и во множестве конкретных деталей. Ему были прекрасно известны формы античной архитектуры, орнаментов, утвари, одежды и прочего. Николя де Пейреск восхищался точностью изображений сандалий римских солдат для серии шпалер о подвигах императора Константина. В переписке Рубенса имеются многостраничные пассажи о формах и способах применения античных треножников, изображениях на античной серебряной ложке и прочего. Его зрительная память не уступала памяти на тексты. Вместе с тем, к неудовольствию критиков-классицистов, Рубенс свободно обращался с наследием античности и не придерживался археологической точности. Его античные герои и раннехристианские мученики одеты в шёлк и бархат по современной ему моде. Это отвечало эстетическим потребностям самого Рубенса, который не хотел жертвовать разнообразием фигур и колористических сопоставлений. В письме к Франциску Юнию от 1 августа 1637 года Рубенс сравнивал попытку следовать античной живописи усилиям Орфея уловить тень Эвридики и напоминал, что, беря за образец античные статуи, следует постоянно помнить о различии художественного языка живописи и скульптуры.
Источником научных и эстетических представлений для художника был и круг известного учёного Юста Липсия, в который входил его брат Филипп Рубенс. Сам Питер Пауль также был хорошо знаком с философией неостоицизма, но в то же время, видимо, ему был близок эразмовский образ разумного и добродетельного «христианского воина». Эти мотивы оказались выражены в портрете, известном под названием «Четыре философа». Портрет не датирован, но обычно его считают данью памяти брату Филиппу, скончавшемуся 8 августа 1611 года, и Юсту Липсию, умершему 23 марта 1606 года, когда братья Рубенсы были ещё в Италии. Соответственно, философ был помещён в самый центр композиции, а на его последнюю научную работу намекал бюст Сенеки. Исполнителем последней воли Липсия был ещё один его любимый ученик — Ян Воверий, изображённый в профиль в правой части картины. Символический смысл картины раскрывался в трёх книгах, лежащих перед изображёнными. Липсий указывает на некий пассаж в четвёртом, раскрытом томе. Возможно, это труды Сенеки. Филипп Рубенс держит перо, готовый записывать, а Воверий открывает ещё одну книгу. Все трое одеты в строгие тёмные костюмы, подчёркивающие их статус, Липсия выделяет меховой воротник, затем пожертвованный на алтарь собора Нотр-Дам в Халле. Помимо перечисленных, на полотне запечатлен автопортрет его автора — отдельно от учёных слева — и (справа внизу) любимый пёс Липсия по кличке Мопс. На заднем плане в окне виден пейзаж. Колонны, обрамляющие окно, похожи на сохранившиеся на Палатинском холме в Риме и отсылают к портику-стое, перекликающемуся с портретным бюстом Сенеки. Композиция картины многопланова и может быть прочтена различными способами. Во-первых, она построена на симметричном расположении братьев Рубенсов с левого края картины и противопоставленных этой группе Липсия и Воверия справа. С другой стороны, Воверий, Липсий и Филипп Рубенс изображены компактно, а Питер Пауль Рубенс и Сенека — слева и справа — расположены выше группы учёных на втором плане, но вровень с головой Липсия. Наконец, существует и третья — диагональная — ось композиции, образованная колоннами в окне и двумя закрытыми книгами на столе. Изображённый на картине бюст Сенеки принадлежал художнику и был использован в нескольких картинах и гравюрах. В переиздании липсиева собрания трудов Сенеки 1615 года иллюстрации были гравированы по эскизам Рубенса, а в предисловии он был назван «Апеллесом наших дней», чьё творчество служит достойной эпитафией и Сенеке, и Липсию.
Марк Морфорд сопоставлял «Четырёх философов» с падуанским «Автопортретом с друзьями» 1606 года, посвящённым кончине Липсия в том же году. Центр композиции ночного автопортрета образует триада лиц Воверия и братьев Рубенсов, тогда как профиль Липсия, сдвинутый к самому краю, служит как бы гением-хранителем всей группы, которой предстоит придерживаться стоической философии без учителя. В «Четырёх философах» Питер Пауль Рубенс изобразил себя отдельно, вероятно, обозначая необходимость продолжать жизнь уже без брата и его стоицизма.

### Рубенс и анималистика
С 1610 по 1620 год по заказу антверпенских помещиков Рубенс исполнил около десяти картин на охотничьи сюжеты, не считая картин со львами, религиозное изображение покровителя охотников св. Губерта, Диану на охоте и подобное. Реализм этих сцен основывался на глубоком изучении натуры и зоологии: в списке книг, заказанных художником в издательстве Плантена — Моретуса, числится несколько специальных трудов. Зарисовками животных он занимался в зверинце герцога Гонзага, а копируя в Риме античные саркофаги, не пропускал сюжет об охоте на калидонского зверя. Скопировал он и голову носорога работы Дюрера. Существует анекдот, согласно которому Рубенс, работая над картиной «Охота на львов», пригласил в мастерскую укротителя с его питомцем и был так захвачен зрелищем распахнутой пасти, что снова и снова заставлял укротителя раззадоривать льва. Впоследствии это стало причиной того, что в Брюгге лев укротителя сожрал.

### Барокко. «Фламандская Сикстина»
М. Лекуре задавалась вопросом, можно ли считать Рубенса художником барокко, и признавала, что это понятие, с трудом поддающееся временному и пространственному определению, удачно демонстрирует его двойственность. Расцвет творчества Рубенса пришёлся на пик развития барокко. По И. Е. Прусс, он был одним из создателей этого стиля и его крупнейшим представителем, но во многих отношениях его творческое кредо роднило его с Ренессансом. В первую очередь это относилось к мировосприятию. Барокко рассматривается М. Лекуре как искусство мира, утратившего свою незыблемость. Открытие Нового Света и бесконечности Вселенной вызвало к жизни множество новых верований, и перед человеком XVII века встала необходимость переосмысления космологии. Отсюда любовь эпохи к множественности элементов и наглядности, любовь к орнаментальности и публичной пышности. Рубенс по-прежнему воспринимал мир как всеобъемлющее единство, центром мироздания для него являлся человек, которого следовало прославлять всеми возможными способами.
О двойственности барокко и творчества Рубенса писал Е. И. Ротенберг. Он называл Рубенса «самым мифологическим» из живописцев своего века, поскольку миф у него реализуется как естественная форма первичного жизнеощущения. В своём мифологическом начале он превосходил художников не только Возрождения, но даже самой античности, поскольку «античное искусство не знает столь открытого и столь мощного напора жизненного инстинкта, какой мы находим в произведениях Рубенса, — в созданиях классической Греции природно-органические элементы находились в обязательном равновесии с упорядочивающими факторами. Подобная доминанта стихийно-природного начала в мировосприятии Рубенса и близких к нему живописцев фламандской школы в условиях такой сложной и рефлексирующей эпохи, как XVII век, выглядит неожиданной. <…> В отличие от амбивалентной структуры барочного образа в итальянском искусстве, основанного на союзе и одновременно на антитезе двух субстанций — материи и духа, духовное начало рубенсовских образов воспринимается не как самостоятельная субстанция, противостоящая субстанции материальной, а как естественное порождение и развитие единой основы — оживотворённой и тем самым одухотворённой материи. Дуалистической антиномии противополагается подлинный образный монизм».
Если отсчитывать стиль барокко от римских сооружений Ордена Иезуитов, то исторически о своей принадлежности к этому стилю Рубенс объявил в 1620 году, когда принял заказ у иезуитов на оформление фасада и внутреннего убранства церкви св. Игнатия (ныне посвящённой св. Карлу Борромео). Заказ был грандиозен по масштабу и очень жёсток по срокам: контракт был подписан 20 марта 1620 года, а работы были сданы в конце того же года. Рубенс стоял между Микеланджело и Бернини как художник своей эпохи, который смог объединить в своём искусстве живопись, скульптуру и архитектуру. В мастерской Рубенса были написаны 39 полотен, сделаны чертежи и модели фасада и внутреннего скульптурного убранства. В июле 1718 года церковь сгорела, и от живописи художника не осталось и следа, за исключением немногих предварительных эскизов и набросков. Из этих последних следует, что Рубенс задумал сооружение как «фламандскую Сикстину»: как и в Ватикане, каждое из 39 полотен было вписано в отдельный свод. Иезуиты этим преследовали совершенно конкретную цель: Рубенсу была заказана «Библия бедных», в которой чередовались ветхозаветные и новозаветные сюжеты. Художник мог реализовать грандиозные устремления, когда ему приходилось строить композиции и фигуры так, чтобы прихожане могли видеть их издалека в правильном ракурсе. Фасадные скульптуры также ваялись по моделям Рубенса. Рубенсу же принадлежала идея трёхчастного членения фасада, уровни которого объединены волютами так же, как и в римской церкви Иль Джезу. Беломраморное решение фасада символизировало Небесный Иерусалим, спустившийся на землю.

## Художник-дипломат (1622—1630)

### Жизнь Рубенса в начале 1620-х годов
Финансовое и репутационное процветание Рубенса могло быть поставлено под вопрос в 1621—1622 годах, когда в Нидерландах закончилось 12-летнее перемирие между католиками и протестантами, а в соседней Германии началась Тридцатилетняя война. Впрочем, внешне в жизни Рубенса мало что изменилось: он много времени проводил за заказами в мастерской, принимал за обедом антверпенских буржуа, председательствовал в Обществе романистов. По субботам и воскресеньям он исполнял заказы типографии Плантена — Моретуса: рисовал фронтисписы, оформлял титульные листы и создавал иллюстрации. Не гнушался он и заказами от скульпторов: в частности, Лукас Файдербе все свои статуи создал по эскизам и моделям Рубенса. Питер Пауль сотрудничал с семейством изготовителей клавесинов Рюккертов, создавал эскизы ковров и гобеленов для купца Свеертса.
В 1622 году Рубенс опубликовал альбом «Дворцы Генуи» в двух томах, первый из которых был посвящён античности, второй — его времени. Книга включала 139 вставных таблиц с иллюстрациями, выполненными на основе рисунков и обмеров Рубенса и Деодата дель Монте 15-летней давности. Причины, по которым художник избрал торговую Геную, а не Рим, Флоренцию или Венецию, лежали на поверхности. Уроженец купеческого Антверпена в предисловии к книге писал, что отдал предпочтение генуэзским домам, «более подходящим для обычных семейств, чем для двора владетельного князя». В каком-то смысле Рубенс этим изданием создавал себе работу на будущее. Называя готический стиль «варварским», он агитировал богатых нидерландцев строить дома с просторными холлами и лестницами, а внушительные размеры алтарей в новоманерных церквях, кессонные своды и просторные простенки могли быть наилучшим образом заполнены картинами из его мастерской.
Рубенс живо продолжал интересоваться не только теоретической наукой, но и прикладной. Среди его собеседников и корреспондентов были Гуго Гроций и Корнелис Дреббель, причём, общаясь с последним, Рубенс заинтересовался не только оптикой, но и проблемой «вечного двигателя». Чтобы изготовить такой прибор, ему даже пришлось нанять брабантского монетных дел мастера Жана де Монфора. Судя по описаниям, прибор более напоминал термометр и был описан в книге по исследованию атмосферы. В гуманитарной области он всё более и более интересовался средневековой и современной ему французской историей (в том числе «Хрониками» Фруассара), даже выписал себе мемуары Оссата — посредника обращения Генриха IV в католическую веру — и собирал документы о царствовании этого короля и его наследника Людовика XIII. Он также выписал себе копии эдиктов, запрещающих дуэли, и следил за ходом процесса над аристократами, которые нарушили этот запрет. Рубенс был одним из подписчиков только что появившихся газет, в том числе «Рейнской газеты» и «Итальянских хроник», последние он решительно рекомендовал всем своим знакомым, а также пересылал Пейреску.
Подлинной страстью Рубенса было коллекционирование предметов искусства, которым он увлёкся ещё в Италии. Особенно его интересовали монеты и медали, а также геммы, которые были источниками подробностей о религиозных и бытовых обыкновениях античности и бесценным пособием по хронологии. Ещё в 1618—1619 годах Рубенс вёл переписку с английским государственным деятелем и художником-любителем Дедли Карлтоном. Его коллекцию антиков Рубенс оценил в 6850 золотых флоринов и предложил оплатить их 12-ю своими картинами, поклонником которых был Карлтон. Сделка была совершена, и художник сделался обладателем 21 крупной, 8 «детских» и 4 поясных скульптур, 57 бюстов, 17 пьедесталов, 5 урн, 5 барельефов и набора прочих предметов. Они были размещены в его домашней ротонде «с порядком и симметрией» . Интерес к делам французского двора и нужды коллекционирования постепенно привели Рубенса к исполнению художественно-политических заказов.

### Галерея Марии Медичи
В 1621 году, примирившись со своим сыном Людовиком XIII, королева-мать Мария Медичи приняла решение украсить свою резиденцию — Люксембургский дворец. Для исполнения 24 картин был приглашён именно Рубенс. Это произошло, прежде всего, из-за того, что крупнейшие французские живописцы Пуссен и Лоррен пребывали в том году в Риме, а итальянцы — Гвидо Рени или Гверчино — не собирались покидать Италии. Королева желала обустроить галерею славы, наподобие созданной когда-то Вазари во флорентийском Палаццо Веккьо. К тому времени Рубенс успел исполнить для французского двора серию шпалер, прославляющих Константина Великого. Возможно, сыграли свою роль дружеские связи Марии Медичи с эрцгерцогиней Исабель Кларой Эухенией. Переговоры с художником начались в 1621 году, в ноябре согласие дал королевский интендант Ришельё, и 23 декабря Николя де Пейреск писал Рубенсу о его приглашении в Париж.
В столицу Франции Рубенс прибыл в январе 1622 года. В ходе переговоров с королевой, Ришельё и казначеем аббатом де Сент-Амбруазом были определены сюжеты 15 первых полотен. Перед художником была поставлена сложнейшая задача создания вокруг королевы современного мифа в условиях отсутствия в её жизни ярких позитивных сюжетов, а также ввиду весьма напряжённых отношений между королевой-матерью, королём и кардиналом Ришельё. Рубенсу оказалась чуждой придворная среда и парижский образ жизни, и он покинул город 4 марта. В этот период состоялось очное знакомство с Пейреском. Крупным успехом стало подписание контракта на 20 000 экю, в котором была предусмотрена статья, что даже в случае кончины заказчика будет оплачена уже выполненная часть заказа. Работу Рубенс предпочёл исполнять в Антверпене, но вёл интенсивную переписку, согласовывая все детали. К 19 мая 1622 года была готова концепция предстоящей работы, что вызвало сильное недовольство в художественном мире Парижа, был даже запущен слух о смерти Рубенса, который он опровергал лично. Слух имел реальную основу: раздражённый требовательностью мастера гравёр Лукас Ворстерман набросился на Рубенса с кочергой. Вскоре от Рубенса потребовали выслать эскизы картин для ознакомления, что его оскорбило как признак недоверия к его мастерству; исполнять это требование он не собирался. Пейреск тогда заметил, что картоны могут попасть в руки завистников, которые снимут с них копии. Как оказалось позднее, инициатором этой истории был казначей аббат де Сент-Амбруаз, который хотел заполучить некоторые вещи Рубенса для своей коллекции. В ноябре 1622 года в Антверпене вспыхнула эпидемия чумы, но Рубенс неуклонно работал над заказом. К январю 1623 года работа над галереей картин была практически завершена. Художник потребовал подготовить для него две комнаты в Люксембургском дворце и готовился представить картины в Париже. Пейреск в письме от 10 мая 1623 года рекомендовал Рубенсу предпринять ряд дипломатических шагов, в частности, подарить картину Ришельё. К тому времени готовые полотна он представил в Брюсселе, они очень понравились эрцгерцогине. 24 мая Рубенс прибыл в Париж, с собой он привёз ещё 9 картин и коллекцию медалей герцога Арсхота на реализацию. Королева и герцог Ришельё добрались до Рубенса только в середине июня, по сообщению Роже де Пиля, королева была равно очарована картинами и манерами Рубенса, а кардинал «с восхищением смотрел на полотна и никак не мог ими налюбоваться». Однако критики обрушились на картоны для шпалер с историей Константина, обвинив Рубенса в нарушении анатомии (у равноапостольного императора якобы ноги были изображены кривыми). Художник вернулся домой в самом конце июня и объявил, что для окончания цикла понадобится полтора месяца. Однако в следующий раз его пригласили в Париж лишь 4 февраля 1625 года.
Новая поездка в Париж оказалась неудачной. В городе праздновалось заочное бракосочетание принцессы Генриетты с английским королём, представителем жениха был герцог Бэкингем. 13 мая 1625 года помост, на котором было место Рубенса, обвалился, но художник ухватился за балку и не пострадал. Вскоре во время примерки обуви сапожник повредил Рубенсу ногу, и он не мог передвигаться в течение 10 дней. Рубенс ожидал второго заказа: предполагалось создать парную галерею картин из жизни Генриха IV, но королева тянула время; вдобавок гонорар за оконченный заказ так и не поступал. По мнению Д. Веджвуда, причиной были подозрения Ришельё, что Рубенс был испанским агентом. Художник в письмах жаловался, что французский двор его утомил. Единственной отрадой было то, что его допустили к коллекциям Фонтенбло, и он смог снять копии с полотен Приматиччо и Джулио Романо. 11 июня Питер Пауль Рубенс прибыл в Брюссель и на следующий день — в родной Антверпен.
- Картины из Галереи Марии Медичи
- Триумф Генриха IV. Холст, масло. 394 × 727 см. Лувр
- Обучение Марии Медичи. Холст, масло. 394 × 295 см. Лувр
- Свадьба Марии Медичи. Холст, масло. 394 × 295 см. Лувр
- Коронация Марии Медичи 13 мая 1610 года. Холст, масло. 394 × 727 см. Лувр

В картинах этой серии представлена вся жизнь Марии Медичи, начиная от рождения и кончая примирением с сыном в 1625 году. Все композиции решены в многолюдном театральном стиле, который может одновременно напомнить и о Веронезе, и о Микеланджело. Э. Фромантен, однако, замечал, что в картинах почти нет рубенсовских янтарных тонов, их колорит напоминает о его итальянских работах. Современникам казалось неуместным помещение олимпийских богов там, где было бы достаточно авторитета церкви. Особенно много нареканий вызвал обнажённый Меркурий, помещённый в сцене подписания Ангулемского соглашения между кардиналом Ларошфуко и де Гизом. На представленных Рубенсом картинах находят и несколько элементов явно сатирического характера: например, он поместил в нескольких сценах на переднем плане собачку — подарок вдовствующей герцогини Исабель Клары Эухении королеве, которую сам же доставил из Брюсселя в Париж. Бодлер спустя 200 лет был в восхищении от того, что на официозном полотне Рубенс обул Генриха IV в неопрятный сапог и мятый чулок.
Исполнение официального заказа Французского королевства принесло Рубенсу много почестей. 30 июня 1623 года ему была назначена пенсия в 10 экю «в знак признания заслуг и за услуги, оказанные королю», а 5 июня 1624 года король Испании Филипп IV по ходатайству художника, поддержанному брюссельским Тайным советом, даровал ему дворянство.

### Начало дипломатической карьеры
После начала осады Бреды Рубенс попытался сделать при брюссельском дворе карьеру дипломата. Его осведомителем в делах Соединённых Провинций выступал двоюродный брат жены — Ян Брант. Эрцгерцогиня, впрочем, не придавала особого значения его достоинствам советника, но заказала Рубенсу в 1624 году портрет польского посланника, что вызвало язвительный комментарий французского агента. Однако на свадьбе принцессы Генриетты в Париже в мае 1625 года Рубенс сумел завести знакомства при английском дворе и лично с герцогом Бэкингемом, сделавшись единственным авторитетным связным между испанскими властями и английским двором, который мог оказать давление на Голландию. Представитель Бэкингема — Балтазар Жербье — сам вышел на Рубенса, поскольку герцог стремился приобрести богатейшую коллекцию художника. На личной встрече Рубенсу было заказано два портрета и сообщены некоторые подробности о внешнеполитической стратегии Карла I. Далее он совершил короткую поездку в Германию, отчитавшись перед герцогиней. Поскольку в Антверпен вернулась чума, в октябре 1625 года Рубенс вывез семью в Лаэкен. Рубенс писал всех выдающихся деятелей противоборствующих сторон: поясной портрет Бэкингема сангиной и конный — маслом, полководца Спинолу и даже вдовствующую эрцгерцогиню, которая 10 июля 1625 года остановилась в его доме на пути из Бреды. Наконец и герцог Бэкингем лично посетил Рубенса и купил его коллекцию за 100 000 флоринов. Попутно художник получил от него полный текст англо-голландского договора, который немедленно отправил в Париж. Герцог Ришельё заказал ему две картины и решил вопрос с триумфальной галереей Генриха IV. Тем не менее Спинола не оценил связей Рубенса и рассматривал его только как связника с Яном Брантом. Рубенс продолжал активно снабжать брюссельский двор информацией из Англии, но в Мадриде так и не оценили её значения.

### Смерть Изабеллы Брант
В феврале 1626 года Рубенс вернулся домой из четырёхмесячной поездки в Англию. Чумная эпидемия в Антверпене не утихала, и её жертвой стала 34-летняя Изабелла Брант — законная супруга художника. 15 июля Рубенс позволил себе в письме к библиотекарю Дюпюи редкое для него выражение чувств:

Поистине я потерял превосходную подругу, которую я мог и должен был любить, потому что она не обладала никакими недостатками своего пола; она не была ни суровой, ни слабой, но такой доброй и такой честной, такой добродетельной, что все любили её живую и оплакивают мёртвую. Эта утрата достойна глубокого переживания, и так как единственное лекарство от всех скорбей — забвение, дитя времени, придётся возложить на него всю мою надежду. Но мне будет очень трудно отделить мою скорбь от воспоминания, которое я должен вечно хранить о дорогом и превыше всего чтимом существе.

Первым, кто откликнулся на горе Рубенса, был граф-герцог Оливарес в письме 8 августа 1626 года, который даже пожурил художника-дипломата за чрезмерную сдержанность:

Вы не пишете мне о кончине Вашей супруги (проявляя тем самым Вашу обычную сдержанность и скромность), однако я узнал об этом и сочувствую Вашему одиночеству, ибо знаю, как глубоко Вы её любили и чтили. Я рассчитываю на Вашу рассудительность и полагаю, что в подобных случаях уместнее сохранять мужество и подчиняться воле Божьей, нежели отыскивать поводы для утешения.

Рубенс похоронил жену возле матери и украсил надгробие изображением Богоматери с младенцем и эпитафией собственного сочинения. В ноябре, совершив краткую поездку в Париж, Рубенс отправился вручать проданное Бэкингему художественное собрание. По описи там значилось: 19 картин Тициана, 2 — Корреджо, 21 — Бассано, 13 — Веронезе, 8 — Пальма, 17 — Тинторетто, 3 — Рафаэля, 3 — Леонардо да Винчи, собственных произведений Рубенса — 13, Ганса Гольбейна-младшего — 8, Квентина Массейса — 1, Снейдерса — 2, Антонио Моро — 8, Вильгельма Кея — 6. Сверх того: 9 статуй из металла, 2 статуи из слоновой кости, 2 мраморные статуи и 12 ящиков с геммами.
Кончина Изабеллы Брант толкнула Рубенса в большую политику, и на несколько лет он почти перестал заниматься живописью, хотя мастерская продолжала работать по многочисленным заказам. Дипломатические поручения и связанные с ними поездки позволили со временем сгладить переживания от утраты и возродить мастерство Питера Пауля Рубенса.

### Англо-испанские переговоры и Рубенс

#### Неудачные переговоры с Англией и Данией
В дипломатической деятельности Рубенса немалое место занимали и честолюбивые помыслы: выступив инициатором переговоров с Генеральными Штатами, он рассчитывал существенно повысить свой общественный статус. Был и другой мотив: в одном из писем Рубенс откровенно сообщал, что в преддверии большой войны беспокоится лишь о «сохранности своих колец и своей персоны». Новый план Рубенса, единодушно одобренный в Брюсселе эрцгерцогиней Исабелью и в Мадриде графом-герцогом Оливаресом и королём Филиппом, сводился к началу сепаратных переговоров между Республикой Соединённых Провинций и Испанскими Нидерландами, а заключение мира могло состояться только при нейтрализации Англии — главного голландского союзника. Для этого следовало заключить англо-испанский договор, который также привёл бы к окружению Франции владениями или союзниками Испанского королевства.
В январе 1627 года Жербье доставил Рубенсу верительное письмо от Бэкингема и проект англо-испанского соглашения. В числе его пунктов значились статьи о прекращении военных действий и режиме свободной торговли между Англией, Испанией, Данией и Голландией на период подготовки и надлежащего оформления договора. Эти документы были переданы эрцгерцогине, которая предложила ограничиться только двусторонними отношениями. Бэкингем согласился с этими условиями; Рубенс доказал, что пользуется доверием при английском дворе, но в Мадриде к его действиям вновь отнеслись скептически. Инфанта Исабель даже удостоилась порицания в личном письме от Филиппа IV. Рубенс, попытавшийся участвовать в испано-савойских переговорах (герцог Карл-Эммануил был готов поддержать испанскую сторону против Франции), был отстранён личным приказом короля. В июне 1627 года король Филипп передал полномочия вести переговоры с Англией эрцгерцогине Брюссельской, датировав указ 24 февраля 1626 года.
В июле 1627 года Рубенс выехал в Голландию для встречи с Жербье, обставив её как увеселительную поездку. Он побывал в Делфте и Утрехте, вызвал подозрения британского посла, и переговоры оказались на грани срыва. В это время появились известия о франко-испанском договоре о совместном вторжении на Британские острова и восстановлении на них католической веры, который был подписан Оливаресом ещё 20 марта 1627 года. Именно этим объяснялись фальшивые даты на документах, пересланных в Брюссель, и отказ испанского посланника во Франции встречаться с Рубенсом. Художник узнал обо всём лично от инфанты и был глубоко удручён. 18 сентября он написал Бэкингему, что по договору Испания предоставляет Франции 60 военных судов, но инфанта полна решимости оттянуть их поставку, а Рубенс будет продолжать работать в прежнем направлении, хотя никто его об этом не просил. На заседании Верховного совета в Брюсселе недовольство фламандского дворянства испанской политикой озвучил именно Рубенс. Поскольку вторжение оттягивалось на неопределённый срок, а помощь французским протестантам была разорительна, король Карл I решил вернуться к переговорам с Испанией. Рубенс сообщил об этом Спиноле в декабре 1627 года, и уже в январе Спинола вместе с посланником доном Диего Мессиа отправился в Мадрид. Инициатива натолкнулась на противодействие короля Филиппа, который пошёл на затягивание всяких решений; Спинола был отправлен наместником в Милан, где скончался в 1630 году.
В том же декабре 1627 года Рубенс попытался выйти на руководство Протестантской лиги, приняв в своей мастерской посланника Дании в Гааге Восбергена. Предложения Дании Рубенс также отправил Спиноле в Мадрид, рассчитывая добиться уступок от Голландии. В известном смысле дом Рубенса превратился в «приёмную» Брюссельского двора: у него квартировали посланники Лотарингии и Англии перед официальными приёмами. Кроме того, многочисленные корреспонденты Рубенса по антикварной торговле позволяли вести обширную тайную переписку, в которой художник пользовался как минимум четырьмя разными шифрами. Наиболее примечательно на этом фоне, что Рубенс не отказался от планов создания галереи Генриха IV и 27 января 1628 года сообщил аббату де Сент-Амбруазу, что приступил к работе над эскизами. Однако этот проект так и остался неосуществлённым.
1 мая 1628 года пришёл приказ из Мадрида переслать всю переписку с английскими официальными лицами, накопленную Рубенсом за три года. Несмотря на оскорбительность этого приказа (король не доверял аналитическим способностям художника), Рубенс решился лично отвезти архив в испанскую столицу. 4 июля Мадрид дал на это согласие, после письма от инфанты, что Рубенс не допускал утечки сведений и не искажал информации. Официальным поводом для поездки стал королевский заказ на писание парадного портрета. Рубенс перед отъездом составил завещание на обоих своих сыновей. В этом документе перечислены дома в Баскюле и по улице Жюиф, ферма в Свиндрехте в 32 арпана, рента в 3717 флоринов, выплачиваемая Брабантом, Антверпеном, Ипром и Нинове. От продажи коллекции Бэкингему осталось 84 000 флоринов, прочие деньги ушли на покупку 3 домов в Баскюле и 4 домов на улице Аньо, смежных с владениями художника. Ферма в Экерене приносила 400 флоринов в год. Кроме того, он получал 3173 флорина государственной ренты из доходов от Брюссельского канала. В реестр не вошли созданные им произведения искусства, а также коллекция античных гемм. Драгоценности покойной Изабеллы Брант были оценены в 2700 флоринов. Заверив завещание 28 августа, Рубенс на следующий день отбыл в Испанию.

#### Вторая поездка в Испанию
Поездка в Испанию стала первым официальным дипломатическим поручением Рубенса, который имел необходимые полномочия из Брюсселя и ехал по вызову из Мадрида. Рубенс прихватил с собой несколько картин, но очень спешил: не стал заезжать в Париж и в Прованс к Пейреску, единственным исключением стала его двухдневная поездка к осаждённой Ла-Рошели. 15 сентября художник прибыл в Мадрид. Его появление вызвало серьёзную озабоченность у папского нунция Джованбаттиста Памфили. На королевской аудиенции Филипп IV не выразил особенного восторга работами Рубенса, 28 сентября предстояло заседание королевского совета по вопросу, следует ли давать ход переговорам с англичанами. Ожидавшийся британский посланник не приехал из-за покушения на Бэкингема в Портсмуте 23 августа, о чём в Мадриде узнали лишь 5 октября. Деятельный Рубенс тяготился придворной жизнью: он не разделял королевской страсти к опере, не нашёл общих тем для разговоров с Оливаресом и поэтому вернулся к живописи, о чём сообщал Пейреску 2 декабря.
Хотя в Мадриде почти никто не верил в заявления Рубенса о художественной миссии, 8 месяцев своего второго пребывания в Испании он занимался почти исключительно живописью. По приказу короля для Рубенса оборудовали студию во дворце, и Филипп IV навещал его ежедневно, хотя общество фламандца явно привлекало монарха больше, чем его искусство. Тем не менее Рубенс написал портреты короля и его брата кардинала Фердинанда, королеву, инфанту Марию-Терезию и так далее. За конный портрет короля Рубенс удостоился стихотворной похвалы от Лопе де Веги, назвавшего его «новым Тицианом». Королевским приказом для Рубенса были открыты все художественные коллекции, а гидом назначили придворного живописца Диего де Веласкеса. Рубенс воспользовался моментом, чтобы, как и в молодости, скопировать интересовавшие его работы Тициана — всего 32 картины. С Веласкесом они смогли найти общий язык и занимались верховой ездой. Описание жизни Рубенса в Испании оставил тесть Веласкеса — Пачеко.
Дипломатическая переписка Рубенса из Мадрида утрачена, поэтому известно только окончательное решение: Оливарес направил художника с миссией в Англию, подарив ему на прощание бриллиантовое кольцо стоимостью 2000 дукатов. 28 апреля 1629 года почтовой каретой Рубенс отбыл в Брюссель. За день до отъезда король Филипп назначил Рубенса секретарём Тайного совета Нидерландов.

#### Миссия в Лондоне
По мнению М. Лекуре, Рубенса отправили в Лондон с разведывательной миссией, и одновременно ему предстояло сгладить все трения в отношениях, чтобы затем было подписано совершенно готовое соглашение. Задача была грандиозна: следовало сорвать готовящуюся сделку Ришельё с Англией; уговорить главу французских гугенотов Субиза вернуться во Францию, чтобы раздувать смуту далее; найти возможность примирить курфюрста Пфальца с австрийским императором, поскольку это стало главной причиной желания Лондона к переговорам; наконец, приложить все усилия к заключению перемирия между Испанией и Соединёнными Провинциями. «Если бы Рубенсу удалось решить все эти задачи, он уничтожил бы в зародыше Тридцатилетнюю войну».
Выехав из Мадрида 28 апреля, 11 мая Рубенс был в Париже и уже через два дня в Брюсселе. Инфанта Изабелла снабдила его достаточными средствами для жизни в Лондоне, но освободила посланника от необходимости вести переговоры с Гаагой, поскольку там находился один из её эмиссаров — Ян Кесселер. Денег для передачи маршалу Субизу Рубенс также не получил. По дороге он заглянул в свою мастерскую в Антверпене и захватил с собой шурина Хендрика Бранта. 3 июня они взошли в Дюнкерке на борт военного судна, отправленного королём Карлом. В Троицын день, 5 июня 1629 года уполномоченный Рубенс был уже в Лондоне.
Союзниками Рубенса в его миссии были посланники Савойи, напротив, посланник Голландии Йоахими всячески подчёркивал, что художник Рубенс находится в английской столице по прямой своей профессиональной обязанности. Невыгодным стало его положение после прибытия посланника Франции де Шатонёфа, поскольку француз обладал правом принятия решений на месте, а Рубенсу приходилось за каждый шаг отчитываться перед Оливаресом. В те времена почта из Лондона в Мадрид шла 11 суток, а принятие решений занимало много времени. Король, однако, чрезвычайно любезно принял Рубенса и отнёсся к нему как к полномочному представителю иностранной державы.
В Лондоне Рубенс провёл 10 месяцев. Здесь он обзавёлся приятным для него как антиквара и художника обществом, тесно общался с отцом и дочерью Джентилески, Беном Джонсоном, свёл личное знакомство с Корнелисом Дреббелем. Он познакомился с коллекционером Коттоном и получил доступ к коллекциям графа Арунделя. Кембриджский университет присвоил ему степень магистра искусств. О настроении Рубенса свидетельствует его письмо Пейреску от 9 августа:

…Так, на этом острове я отнюдь не встретил дикости, которой можно было ожидать, судя по его климату, столь далёкому от итальянских прелестей. Признаюсь даже, что я никогда не видел такого множества картин работы первейших мастеров, как во дворце Короля Англии и покойного Герцога Букингама. Граф д’Арундель обладает несметным количеством древних статуй, а также греческих и латинских надписей, которые Ваша Милость знает по изданию и учёному комментарию Джона Селдена — работе, достойной этого образованнейшего и тончайшего ума…

Рубенс был принят фаворитом короля графом Карлайлом и вновь взялся за кисть, следуя пожеланиям Жербье и светского общества. В королевском собрании он скопировал для себя серию «Триумф Цезаря» Мантеньи, которая когда-то находилась в собрании герцога Мантуанского и была приобретена королём Карлом. Собственно же переговоры начались совершенно неудачно, поскольку король, несмотря на огромное расположение к художнику и уважение к его статусу, не желал идти на уступки даже в мелочах. Герцог Субиз донимал посланника жалобами на безденежье, а вскоре и вовсе отказался от борьбы. Прибытие французского посла с большими финансовыми возможностями означало выбытие Рубенса из «дипломатической гонки». Однако благодаря отличным отношениям с королём он добился назначения посланником в Мадрид Фрэнсиса Коттингтона, происпански настроенного католика, который как раз и убедил художника остаться в Лондоне. Тем не менее военные поражения в Испанских Нидерландах и невнятная позиция Оливареса привела к тому, что восстановление отношений было невозможно. 11 января 1630 года в Лондон прибыл испанский посланник — дон Карлос Колома. После передачи ему дел и бумаг 6 марта Рубенс покинул английскую столицу.
Буквально накануне отъезда, 3 марта 1630 года король Карл I посвятил художника в рыцари, добавив ему в герб английского королевского льва на красном фоне в верхнюю левую четверть блазона. До конца XIX века только восемь иностранных художников удостаивались рыцарского звания. Рубенс получил также изукрашенную драгоценностями шпагу, бриллиантовую ленту для шляпы и бриллиантовое кольцо с пальца монарха. Он также получил паспорт, предписывающий всем голландским судам не чинить Рубенсу препятствий. В Дувре Рубенс столкнулся с неожиданной проблемой: к нему обратились молодые английские католики с просьбой помочь выехать во Фландрию: девушки хотели в монастырь, а юноши — в иезуитскую семинарию. Рубенс был вынужден обратиться и к английскому министру, и к испанскому посланнику, переговоры длились 18 дней, но об их результатах ничего не известно. 23 марта он покинул Англию, а 6 апреля Бальтазар Моретус записал в дневнике о прибытии Рубенса в Антверпен. Эрцгерцогиня возместила ему все расходы и подписала прошение о даровании художнику испанского кавалерского титула, аналогичного английскому. Однако к тому времени мастерская Рубенса почти развалилась, а «аспиранты» разбежались. 20 августа 1631 года король Филипп IV удовлетворил просьбу о титуле. Мирный договор между Англией и Испанией всё-таки был подписан 15 ноября 1630 года, ратификация его прошла 17 декабря. Там не было ни слова о статусе Пфальца и примирении между Фландрией и Голландией. Дипломатическая миссия Рубенса завершилась полным провалом.

### Изгнание Марии Медичи и сепаратные переговоры в Гааге
После июльских событий 1631 года Мария Медичи бежала из пределов Французского королевства и укрылась в Хагенау. Эрцгерцогиня не хотела содержать королеву-мать в Брюсселе и прикомандировала к ней Рубенса, который встретил её в Монсе 29 июля. После общения с королевой и инфантой Рубенс 1 августа написал Оливаресу, предлагая ему вмешаться в династическую распрю. Предложение было рассмотрено на Тайном совете 16 августа и отвергнуто. Королева Мария Медичи, поняв, что помощи из Испании не будет, обосновалась в одном из монастырей Антверпена и часто наносила Рубенсу визиты. Она даже пыталась продать ему свои драгоценности, чтобы нанять войска; Рубенс кое-что купил. Впрочем, инфанта Исабель в апреле 1632 года разрешила Рубенсу оставить французские дела. Ещё ранее ему было поручено отправиться в Гаагу на сепаратные переговоры со штатгальтером Соединённых Провинций. 9-дневная поездка оказалась крайне неудачной. Гуго Гроций даже сообщал Дюпюи, что Рубенс был выслан штатгальтером.
После осады Маастрихта в июне 1632 года инфанта вновь командировала к голландцам Рубенса, и 26 августа он прибыл на протестантскую ассамблею в Льеж, но вернулся уже через три дня, поскольку с испанцами категорически отказались вести переговоры. Было принято решение собрать в Брюсселе Генеральные Штаты и отправить уполномоченных в Гаагу в декабре 1632 года, сопровождать их вновь должен был Рубенс. Делегацию возглавил герцог Арсхот, который в штыки воспринимал любые попытки художника вмешаться в ход переговоров. 24 января 1633 года на заседании Генеральных Штатов епископы Ипра и Намюра потребовали разъяснить, какое место в их делегации занимает Рубенс. Когда посольство 28 января проследовало через Антверпен, Рубенс не стал встречаться с его членами и отправил главе посольства письмо, в ответ получив записку с фразой «мы не нуждаемся в художниках», которая быстро стала анекдотической. Последнюю попытку вернуться к дипломатической деятельности Рубенс предпринял в 1635 году, но она закончилась, не успев начаться: художнику не выдали транзитного паспорта для посещения Голландии через Англию.

## Последние годы жизни (1630—1640)

### Вторая женитьба
Сразу же после возвращения из Англии Рубенс сделал предложение Елене Фоурмен, на которой женился 6 декабря 1630 года. Для этого ему пришлось обратиться к эрцгерцогине за разрешением отпраздновать свадьбу во время Филиппова поста. О своём решении он с предельной откровенностью писал аббату Пейреску спустя четыре года:

Я решил снова жениться, потому что не чувствовал себя созревшим для воздержания и безбрачия; впрочем, если справедливо ставить на первое место умерщвление плоти, fruimur licita voluptate cum grationem actione. Я взял молодую жену, дочь честных горожан, хотя меня со всех сторон старались убедить сделать выбор при Дворе; но я испугался commune illud nobllitatis malum superbiam praesertim in illo sexu. Я хотел иметь жену, которая бы не краснела, видя, что я берусь за кисти, и, сказать по правде, было бы тяжко потерять драгоценное сокровище свободы в обмен на поцелуи старухи.

Рубенсу было 53 года, а его жене — 16, она была ровесницей его сына Альберта. По браку Елена приходилась родственницей Изабеллы Брандт: её сестра Клара Брандт была замужем за Даниэлем Фоурменом-младшим (1592—1648), братом Елены. Елена была десятым ребёнком в семье, и Рубенс впервые запечатлел её в 11-летнем возрасте для полотна «Воспитание Богородицы». Впрочем, с её старшей сестры Сусанны он исполнил 7 портретов — больше, чем с Изабеллы Брант. В качестве свадебных подарков Елена получила от Рубенса пять золотых цепей, в том числе две с бриллиантами, три нитки жемчуга, бриллиантовое колье, такие же серьги, золотые и эмалевые пуговицы, кошелёк с золотыми монетами и множество дорогих нарядов.
Гуманист Ян-Каспар Гевартиус — сам поклонник красоты Елены — на бракосочетание Рубенса посвятил длинную латинскую поэму, которая начиналась следующими гекзаметрами:

Образ Елены Аргивской замыслил исполнить художник,

 Блеск чудесных очей, эллинки дивной уста.

Выбрал во граде своём пятерых прекрасных кротонок,

 Каждой чтобы черты облик Елены впитал.

Вот у одной лоб сияет, как снег, белизной беспорочной,

 Золото мягких кудрей льётся на плечи другой;

Третьей пурпурные щёки и шея кости слоновой,

 Губы, как роз лепестки, спорит со звёздами взор.

Пышные плечи и крепкая грудь у девицы четвёртой;

 Пятая — как молоко шея и руки её.

Вот как изобразил Зевксид на картине единой

 То, что природа дала порознь каждой из дев.

Только Рубений его превзошёл, ибо кто же ответит:

 Славим оратора мы или художника в нём?

Ныне владеет живою Еленою адуатуков,

 Что далеко превзошла древней Елены красу.— Каспар Геварций на брак благородного и прославленного мужа, господина Петра Павла Рубения, рыцаря, секретаря Тайного совета Его Королевского Величества и пр., Апеллеса своего века, вступающего в желанный союз, и многодостойной девицы Елены Фоурмент, наделённой несравненной добродетелью и красотой, совершившийся в Антверпене в VI иды декабря 1630 года
Как отмечал В. Лазарев, второй брак наполнил жизнь Рубенса совершенно новым содержанием. Однолюб по природе, Рубенс вёл в Италии и во вдовстве целомудренную жизнь, никогда не разменивался на мелкие интрижки и романы и, будучи темпераментным человеком, внешне был чрезвычайно выдержан. Свои интимные переживания он претворял в ценности эстетического порядка. Рубенс стал больше писать «для себя», создавая с жены десятки зарисовок и портретов, причём высокого эротического стиля («Подножка» и «Шубка»). Н. А. Дмитриева даже утверждала, что луврский портрет Елены Фоурмен «поражает лёгкостью и свежестью кисти: кажется, он мог бы быть написан Ренуаром».
- Портреты Елены Фоурмен
- Автопортрет Рубенса с Еленой Фоурмен и их ребёнком. 1638 год, масло по дереву. 204,2 × 159,1 см. Нью-Йорк, Метрополитен-музей
- Портрет Елены Фоурмен. 1630-е годы, масло по дереву. 96 × 86 см. Гаага, Маурицхёйс
- Шубка. Около 1636—1638 года, масло, холст. 176 × 83 см. Вена, Музей истории искусств
- Елена Фоурмен с детьми. Около 1636 года, 115 × 85 см. Париж, Лувр

С 8 августа 1630 года Рубенс пользовался привилегией не платить налоги в городскую казну и членские взносы в Гильдию св. Луки. В 1632 году Рубенс добился продления авторских прав на репродукции своих картин во Франции, однако некий предприимчивый торговец оспорил решение суда низшей инстанции и апеллировал к Парижскому парламенту. 8 декабря 1635 года художник сообщал Пейреску, что тяжба так и не закончена. Причиной тяжбы была дата изготовления гравюры «Распятие»: до продления авторских прав или после? В конце концов, в 1636 году Рубенс процесс проиграл, поскольку утверждал, что в 1631 году, когда была выполнена гравюра, находился в Англии, что не соответствовало действительности.

### Сеньор Стеен
В 1634 году Рубенс получил крупнейший в своей карьере официальный заказ на украшение Антверпена в честь прибытия нового правителя Нидерландов — Фердинанда Австрийского. Церемония была назначена на 17 апреля 1635 года, и подготовка заняла более года. В распоряжение Рубенса предоставили всех городских ремесленников, включая каменщиков, маляров и штукатуров. Художник направил в Рим и Ломбардию агентов, которые копировали для него нужные архитектурные образцы. Рубенс спроектировал 5 триумфальных арок, 5 театров, несколько грандиозных портиков, включая 12-рядный, посвящённый 12 германским императорам. За оформление отвечали Якоб Йорданс, Корнелис де Вос, Эразм Квеллин III, Лукас Файдербе. Напряжённая работа привела к сильнейшему приступу подагры, и Рубенса возили в кресле на колёсиках. Триумфальное шествие кардинала-инфанта длилось целый день, который закончился в соборе. Рубенс, прикованный к постели приступом, не смог принять участия в церемонии, но Фердинанд Австрийский лично нанёс ему визит домой. Ночью торжества продолжались при свете 300 бочек со смолой. За грандиозную феерию Рубенс был удостоен премии в 5600 флоринов, при том, что в оформление церемонии им было вложено 80 000 собственных средств. Чтобы немного сократить расходы, муниципалитет продал некоторые полотна брюссельскому двору.
В середине 1630-х годов небольшое поместье в Экерене, принадлежавшее Рубенсу, пострадало из-за прорыва дамбы, вдобавок, оно располагалось в прифронтовой полосе и подвергалось грабежам. 12 мая 1635 года был подписан нотариальный акт о приобретении Рубенсом поместья Стеен в Элевейте. В акте указаны «большой каменный дом в виде замка», пруд и ферма в 4 бония и 50 вержей, «вокруг лес». Покупка обошлась в 93 000 гульденов, но расходы этим не ограничились, поскольку Рубенс снёс башню и подъёмный мост, придав усадебному дому более ренессансный вид. В частности, были убраны бойницы. Это обошлось ещё в 7000 флоринов. Впрочем, благодаря хозяйственным талантам Рубенса, к моменту кончины поместье расширилось впятеро от его первоначальной площади. Поместье позволило Рубенсу приобрести титул сеньора, высший возможный для него социальный статус, с которого начинается эпитафия на надгробии.
После постройки замка Рубенс всё реже появлялся в мастерской на Ваппере. В его отсутствие старейшиной в студии оставался Л. Файдербе — скульптор, работавший исключительно по рисункам хозяина. Аспирантов Рубенс более не брал, а в мастерской работали только состоявшиеся художники — в том числе Я. Йорданс, К. де Вос, сыновья ван Балена — Ян и Каспар — и многие другие. Ян Квеллин II с 1637 года занимался исключительно заказами плантеновского издательства. Мастерская не вернулась к порядкам 1620-х годов: каждый из ассистентов подписывал выполненные заказы собственным именем. Тем не менее в каталоге живописи Рубенса последних лет его жизни значилось 60 полотен, исполненных лично им, около 100 картин, заказанных королём Испании, множество заказов издательства Плантена-Моретуса и так далее.
Женитьба на Елене Фоурмен резко изменила образ жизни Рубенса. За 10 лет брака родилось пятеро детей: дочь Клара-Иоганна, сын Франциск, Изабелла-Елена, Питер Пауль и посмертная дочь Констанция Альбертина (она родилась через 8 месяцев после смерти отца). В имении он перестал чуждаться сельских празднеств, оставил и воздержанный образ жизни и однажды жаловался Л. Файдербе, что в его замке иссякли запасы вина. Однако это не сказалось на развитии Рубенса как художника: он всё более работал «для себя», что привнесло в его живопись непосредственные, глубоко личные переживания. Большим новаторством стал пейзажный жанр, в котором природа сама являлась главным персонажем; после кончины Рубенса осталось 17 пейзажей. Он никогда не работал на пленэре и не воссоздавал некий конкретный ландшафт, поэтому его работы рассматриваются как обобщённый образ сельской Фландрии с её природной стихией и простыми радостями поселян. Были и более изысканные сюжеты: в картине «Сад любви» Рубенс представил картину светских забав, позднее развитых Ватто в целый жанр.

### Кончина и наследство
После 1635 года приступы подагры становились у Рубенса тяжелее и продолжительнее: приступ этого года уложил его в постель на месяц. Приступ апреля 1638 года поразил правую руку, лишив его возможности писать. В феврале 1639 года состояние художника уже вызывало опасения. 27 мая 1640 года Рубенс составил завещание, а 30 мая его постиг приступ такой силы, что не выдержало сердце: незадолго до полудня художник скончался. Тело его в тот же день было перенесено в Синт-Якобскерк, в склеп семьи Фоурмен. Отпевание состоялось 2 июня. Однако раздел имущества и улаживание всех споров заняли у наследников около 5 лет. Общая стоимость всего движимого и недвижимого имущества и художественных коллекций была оценена в 400 000 флоринов, что примерно соответствовало 2 500 000 бельгийских золотых франков 1900 года. В завещании было условие, что если кто-то из сыновей желал продолжить дело своего отца или одна из дочерей выйдет замуж за художника, тогда коллекция должна была сохраняться в целости и не подлежала продаже.
По завещанию, серебро и драгоценности были поделены между вдовой и её пятью детьми и двумя сыновьями от первого брака. Коллекция медалей и гемм, а также библиотека досталась старшему сыну Альберту. Портреты членов семьи достались тем, кто для них позировал. Гардероб покойного и другие вещи, включая глобусы, были распроданы. После продажи своей первой коллекции герцогу Бэкингему Рубенс успел накопить новое художественное собрание, отражённое в описи. В инвентарном списке учтено 314 картин, не считая незаконченных или почти законченных произведений самого Рубенса. Более всего в его коллекции была представлена венецианская школа: произведения Тициана, Тинторетто, Веронезе, Пальмы и Муциано. Далее следовала староголландская и немецкая живопись, представленная в основном портретами Яна ван Эйка, Гуго ван дер Гуса, Дюрера, Гольбейна, Квентина Массейса, Виллема Кея, Луки Лейденского, ван Хемессена, А. Мора, ван Скорела и Флориса. В коллекции оказалось 13 работ Питера Брейгеля Старшего — преимущественно пейзажей. В списке множество работ Перуджино, Бронзино, антверпенских художников-современников и Адриана Браувера. Первая распродажа имущества Рубенса принесла 52 тысячи флоринов, вторая — более 8 тысяч. По поручению испанского короля были куплены четыре картины за 42 тысячи флоринов. Тот же монарх приобрел ещё несколько десятков картин за 27 100 флоринов — среди них три полотна Тициана, два Тинторетто, три Веронезе, одно Пауля Бриля, четыре работы Эльсхеймера, одна Муциано, пять копий с полотен Тициана и тринадцать холстов Рубенса. При этом за копии Рубенса была назначена цена в три раза выше, чем за оригиналы Тициана. Около полусотни картин ушли с молотка поодиночке за достаточно высокую цену, так, пейзаж с замком Стеен купил за 1200 флоринов старший сын художника Альберт. Большой дом на Ваппере с мастерской продать не удалось из-за чрезмерной стоимости, поэтому Елена Фоурмен жила там до второго замужества. Имение Стеен было оценено в 100 тысяч флоринов, половина его была завещана вдове, вторая половина — детям.

## Рубенс и Рембрандт
Творческий метод Рубенса значительно проясняется при сравнении двух великих представителей западноевропейского искусства XVII века. Работая в одну эпоху и представляя Золотой век искусства Нидерландов, имея много общего, они, одновременно, выглядят явными антагонистами. Мощная фигура Рубенса олицетворяет собой южный Антверпен с его культурой сочного и динамичного католического фламандского барокко; Рембрандт олицетворяет северный Амстердам и особенности протестантского голландского мировоззрения и эстетики.
Выдающийся знаток нидерландского искусства Эжен Фромантен писал в книге «Старые мастера»: «Насколько Рубенс в своей общественной и частной жизни всегда был таким же, как в яркий полдень своего творчества, — ясным, блестящим, искрящимся умом, полным радости жизни, горделивой грации и величия, настолько Рембрандт таится и как будто всегда что-то скрывает», в его живописи «много теней и тёмных углов».
Два художника знали друг друга. Примечательный факт: Рубенс, бывавший в Голландии в 1636 году, навестил всех знаменитых художников, кроме Рембрандта. Имя Рембрандта даже не значится в его письмах и художественных коллекциях. Рубенс скончался всего за год до появления «Ночного дозора» Рембрандта. Интересно представить, как бы он оценил эту картину?.

## Наследие и оценки
Работы Рубенса безоговорочно принимались как светскими, так и церковными заказчиками, и он практически не подвергался критике при жизни. Однако во второй половине XVII века во Франции, где он впервые столкнулся с неприятием, началось противостояние «рубенсистов» и «пуссенистов». В спорах критиков, принадлежавших к обоим лагерям, на первое место выносились требования, предъявляемые к линии и цвету. Подобно академистам и импрессионистам XIX века, они противопоставляли линию и рисунок цвету. Кроме того, «рубенсисты» желали отображать натуру, тогда как «пуссенисты» стремились подчинить её абстрактному идеалу. В этом отношении Рубенс получил одобрение у представителей романтизма XIX века. Различные аспекты творчества Рубенса привлекали самых разных художников. Прямым «наследником» пасторальной линии в его искусстве стал Антуан Ватто, родившийся спустя 44 года после кончины Рубенса. О подаренном ему небольшом полотне Рубенса он писал, что установил его в своей мастерской словно «в святилище для поклонения». Создатель жанра романтического пейзажа Джошуа Рейнольдс профессионально изучал творчество Рубенса во время своего путешествия по Нидерландам. Рейнольдс считал, что Рубенс довёл до совершенства техническую, ремесленную сторону художественного творчества. «Отличие Рубенса от любого другого художника, жившего до него, сильнее всего чувствуется в цвете. Эффект, производимый на зрителя его картинами, вполне можно сравнить с охапками цветов… в то же время ему удалось избежать эффекта вызывающе-ярких тонов, чего вполне резонно можно ожидать от такого буйства красок…».
Весьма ценил Рубенса Эжен Делакруа, находивший у мастера умение передавать высочайший накал эмоций. В дневнике Делакруа Рубенс — «Гомер живописи» — упоминается 169 раз. Главный идейный противник Делакруа — мэтр французского академизма Жан-Огюст Энгр — в композицию своей программной картины «Апофеоз Гомера» отказался включить Рубенса, обозвав его «мясником». В поколении импрессионистов с Рубенсом сравнивали Ренуара, который также внимательно изучал его технику. Впрочем, В. Н. Лазарев в предисловии к русскому изданию писем Рубенса заявлял: «Ни Ватто, ни Буше, ни Ренуар не сумели дать более совершенных образцов живописи. …Они всегда уступают Рубенсу в отношении стихийной чувственности и здоровой эротики. В сравнении с Рубенсом, Ватто кажется болезненным меланхоликом, Буше — холодным развратником, Ренуар — утончённым сластолюбцем».
Винсент Ван Гог выражал в отношении Рубенса особое мнение. Он считал религиозные картины художника излишне театральными, но восхищался его способностью выражать настроение с помощью красок, а также его умением быстро и уверенно рисовать. Это совпало с научным исследованием творчества Рубенса, начатым небольшой монографией художника-ориенталиста Эжена Фромантена. Фромантен считал, что Рубенса «восхваляют, но не смотрят». Далее сотрудники антверпенского музея Плантена — Моретуса Макс Роозес и Ш. Руэлен опубликовали практически все сохранившиеся документы, связанные с Рубенсом, всю его переписку, записные книжки и литературные опыты. Однако в период господства авангарда критики открыто нападали на наследие Рубенса, и даже Эрвин Панофский по поводу его пейзажей дословно высказался: «Это всего лишь живопись». Откровенно негативно к наследию художника относился Пабло Пикассо, который в одном из интервью сообщил, что это «талант, но талант бесполезный, ибо употреблён во зло».
Возвращение интереса к барокко после 1950-х годов оживило интерес к Рубенсу, в том числе и на рынке искусства. На лондонском аукционе Christie’s картина Рубенса «Избиение младенцев» в 2002 году была продана за 75 миллионов евро, а «Лот с его дочерьми» — за 52 миллиона евро в 2016 году, что делает его одним из самых дорогих старых мастеров. Высокие цены объясняются и тем, что некоторое количество полотен Рубенса доступно для перепродажи, в отличие от его младших современников Рембрандта или Веласкеса, чьи картины находятся в государственных музеях.
В честь Рубенса назван астероид главного пояса, открытый в обсерватории Ла-Силья в 1994 году, и кратер диаметром 158 км на Меркурии.

## Издание каталога произведений, переписки и литературных опытов
- Pierre-Paul Rubens : documents & lettres : publiés et annotés par Ch. Ruelens. — Bruxelles : C. Muquardt, 1877. — 178 p.
- L'oeuvre de P. P. Rubens : histoire et description de ses tableaux et dessins par Max Rooses. — Anvers : J. Maes, 1886. — Vol. 1. — 492 p.
- L'oeuvre de P. P. Rubens : histoire et description de ses tableaux et dessins par Max Rooses. — Anvers : J. Maes, 1888. — Vol. 2. — 554 p.
- L'oeuvre de P. P. Rubens : histoire et description de ses tableaux et dessins par Max Rooses. — Anvers : J. Maes, 1890. — Vol. 3. — 516 p.
- L'oeuvre de P. P. Rubens : histoire et description de ses tableaux et dessins par Max Rooses. — Anvers : J. Maes, 1890. — Vol. 4. — 600 p.
- L'oeuvre de P. P. Rubens : histoire et description de ses tableaux et dessins par Max Rooses. — Anvers : J. Maes, 1892. — Vol. 5. — 660 p.
- Correspondance de Rubens et documents épistolaires concernant sa vie et ses œuvres / Publiés, traduits, annotés par Ch. Ruelens. — Anvers : Veuve de Backer, 1887. — Vol. 1. — 480 p.
- Correspondance de Rubens et documents épistolaires concernant sa vie et ses œuvres / Publiés, traduits, annotés par Max Rooses et Ch. Ruelens. — Anvers : Veuve de Backer, 1898. — Vol. 2. — 506 p.
- Correspondance de Rubens et documents épistolaires concernant sa vie et ses œuvres / Publiés, traduits, annotés par Max Rooses et Ch. Ruelens. — Anvers : Veuve de Backer, 1900. — Vol. 3. — 510 p.
- Correspondance de Rubens et documents épistolaires concernant sa vie et ses œuvres / Publiés, traduits, annotés par Max Rooses et Ch. Ruelens. — Anvers : Veuve de Backer, 1902. — Vol. 4. — 470 p.
- Correspondance de Rubens et documents épistolaires concernant sa vie et ses œuvres / par Max Rooses et Ch. Ruelens. — Anvers : Veuve de Backer, 1907. — Vol. 5. — 490 p.
- Correspondance de Rubens et documents épistolaires concernant sa vie et ses œuvres / Publiés, traduits, annotés par Max Rooses et Ch. Ruelens. — Anvers : Veuve de Backer, 1909. — Vol. 6. — 402 p.